# Göttliche Komödie

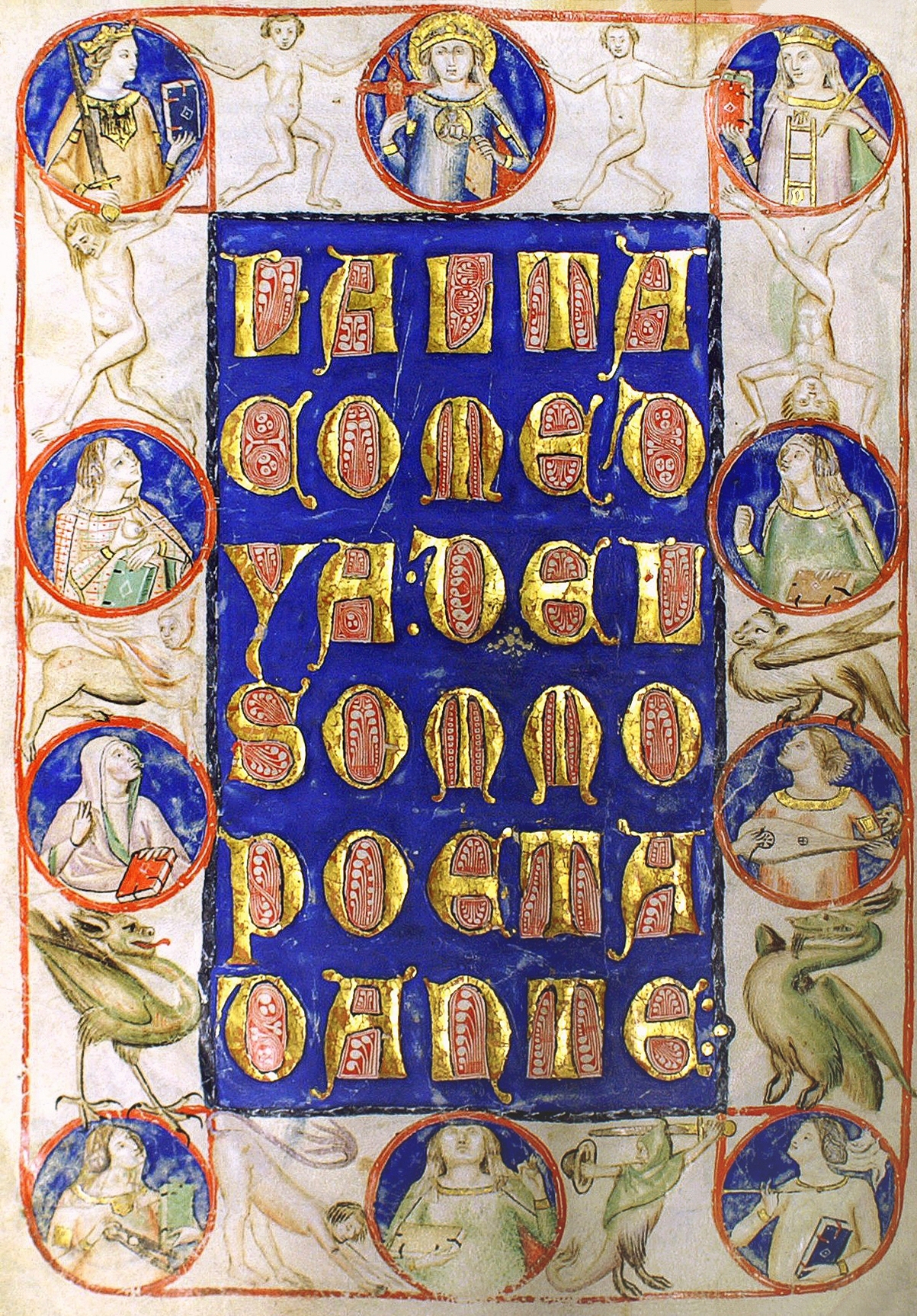
LALTA/COMED/YADEL/SOMMO/POETA/DANTE (Die erhabene Komödie des höchsten Dichters Dante), Titel des Codex Altonensis; illuminierte Handschrift, Norditalien, zweite Hälfte 14. Jahrhundert, Bibliothek des Christianeums, Hamburg

Die Göttliche Komödie, italienisch ursprünglich Comedia oder Commedia (deutsch „Komödie“), in späterer Zeit auch Divina Commedia genannt, ist das Hauptwerk des italienischen Dichters Dante Alighieri (1265–1321). Sie entstand während der Jahre seines Exils und wurde wahrscheinlich um 1307 begonnen und erst 1321, kurz vor seinem Tod, vollendet. Die in Hölle, Fegefeuer und Paradies aufgeteilte Divina Commedia gilt als bedeutendste Dichtung der italienischen Literatur und als Grundlage für die moderne italienische Sprache. Zudem wird sie als eines der größten Werke der Weltliteratur angesehen.
Politisch hing die Entstehung und Nachwirkung des Werkes mit dem lang andauernden Konflikt zwischen Ghibellinen und Guelfen (Kaiser- und Papstanhänger) zusammen, der das mittelalterliche Italien beherrschte. Darauf wird in diesem Artikel nicht eingegangen, da Dantes Dichtung sich im Gegensatz zu diesem Konflikt als zeitlos erwiesen hat. Dante selbst gehörte zu den kaiserfreundlichen, als „fast ghibellinisch“ beschriebenen, Weißen Guelfen seiner Heimatstadt Florenz.

## Einleitung

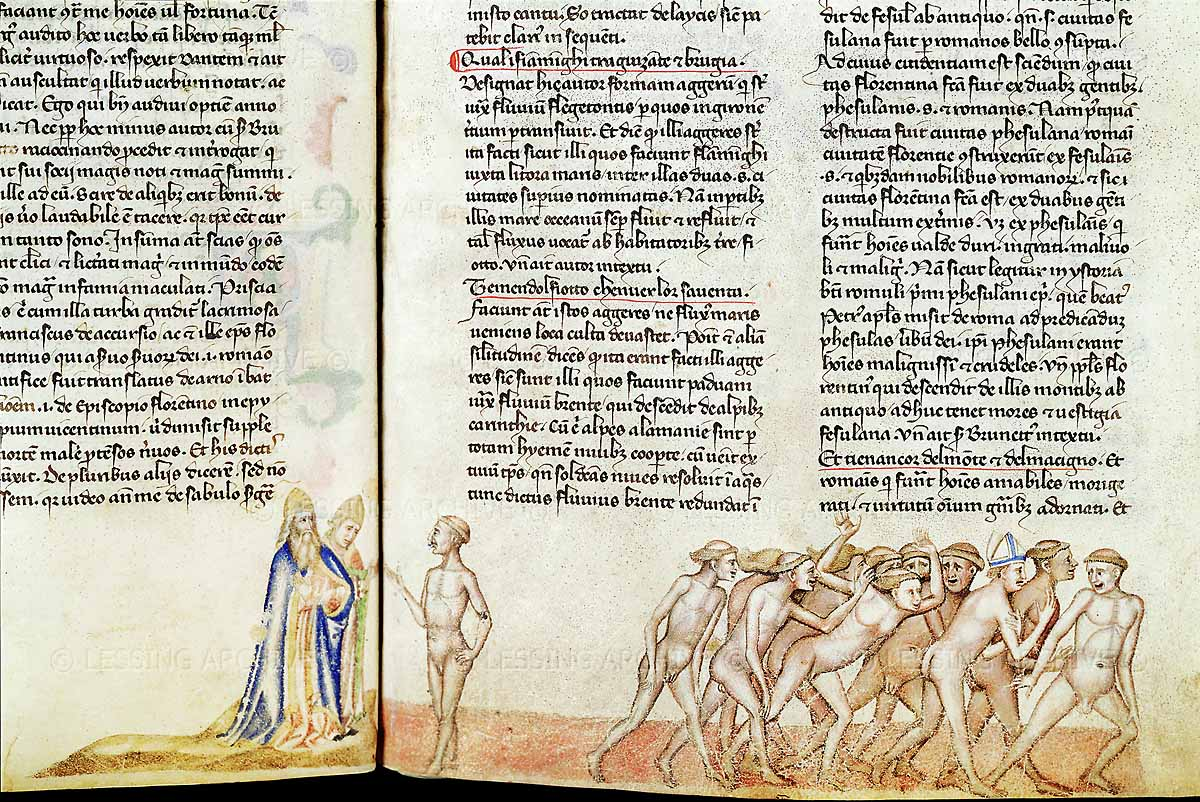
Dante und Vergil treffen die Sodomiten in der Hölle (Manuskript-Illustration, etwa 1345)

### Die drei Jenseitsreiche
Anknüpfend an das Genre mittelalterlicher Visionen vom Jenseits schildert die Divina Commedia in der Ich-Form eine Reise durch die drei Reiche der jenseitigen Welt. Sie führt zunächst durch die Hölle (Inferno), die als ein gewaltiger unterirdischer Trichter bis zum Mittelpunkt der kugelförmig vorgestellten, nur auf der nördlichen Halbkugel bewohnten Erde reicht und in neun Höllenkreise unterteilt ist. Dies sind die Strafbezirke derer, die für ihre Sünden zur ewigen Verdammnis verurteilt sind. Als Nächstes geht es durch den Läuterungsbereich (Purgatorio, im Deutschen ‚Fegefeuer‘), vorgestellt als auf der südlichen Halbkugel aus dem Ozean aufragender Berg, auf dem die Seelen derer, die für ihre Sünden noch Vergebung erlangen konnten, auf einem spiralförmigen Weg durch sieben Bußbezirke zum irdischen Paradies, dem Garten Eden auf dem Gipfel des Berges, pilgern. Aus dem Irdischen steigt der Reisende schließlich auf in das himmlische Paradies (Paradiso) mit seinen neun Himmelssphären, über denen im Empyreum die Seelen der Geretteten im Angesicht Gottes die Freuden der ewigen Seligkeit genießen.

### Die Jenseitsführer
Geführt wird der Reisende von verschiedenen Jenseitsführern, durch Inferno und Purgatorio zunächst vom römischen Dichter Vergil, zu dem sich ab dem fünften Bußbezirk des Läuterungsberges, dem Bußbereich der Geizigen, der Dichter Statius gesellt. Statius soll nach einer von Dante aufgenommenen Legende zum Christentum bekehrt worden sein.
Vergil selbst ist als Heide der vorchristlichen Zeit in Ermangelung des Sakraments der Taufe von der Erlösung ausgeschlossen. Aber aufgrund seines tugendhaften Lebens und seiner Rolle als Dichter des Weltkaisertums und ahnungsvoller Prophet der Ankunft Christi (in seiner vierten Ekloge) bleiben ihm die Höllenstrafen erspart, und er darf die Zeit bis zum Jüngsten Gericht in dem der eigentlichen Hölle vorgelagerten Limbus verbringen, gemeinsam mit anderen Gerechten des Heidentums und des Islams. Nur in seiner Eigenschaft als Führer im göttlichen Auftrag darf er den Limbus zeitweise verlassen und den Jenseitsbesucher durch Hölle und Läuterungsbereich begleiten. Als Repräsentant der natürlichen Vernunft, die zumindest zu Lebzeiten Vergils noch nicht durch die biblische Offenbarung erleuchtet war, erläutert er Dante die Einteilungsprinzipien der Straf- und Bußbezirke in Inferno und Purgatorio. So ist er für Dante ein philosophisch-ethischer Lehrer, der seinen Schützling unterweist und bei mancher Gelegenheit auch ermahnt. Außerdem ist Vergil für Dante auch ein literarisches Vorbild, nämlich als Dichter der Unterweltreise des Aeneas im sechsten Buch der Aeneis.
Seine Rolle endet an der Schwelle des irdischen Paradieses, wo Dante von Matelda, einer historisch nicht ganz sicher zu deutenden Frauengestalt (es wurde Königin Mathilde vorgeschlagen), in Empfang genommen und weitergeleitet wird zu Beatrice, seiner verstorbenen Jugendliebe, die schon im Zentrum seiner Vita nova stand. Es folgt eine feierliche Wiederbegegnung mit der in einer Wolke von Blumen herabschwebenden Beatrice. Diese hält Dante dann eine Bußpredigt über seine vergangenen Verfehlungen. Danach wird Dante im Auftrag Beatrices von Matelda einem reinigenden Bad im Paradiesfluss Lethe unterzogen, das die Erinnerung an seine bösen Taten austilgt. Nach einer visionären Schau allegorisch-zeichenhafter Begebenheiten um den Wagen der Kirche am Fuße des Baumes der Erkenntnis erhält Dante dann ein zweites rituelles Bad, dieses Mal im Fluss Eunoë, dessen Wasser die Erinnerung an die guten Taten erneuert. Matelda, deren Name nur von Beatrice beiläufig ausgesprochen wird, bleibt eine an das irdische Paradies gebundene Gestalt ohne sehr persönliche oder durch ein bekanntes früheres Verhältnis zu Dante zu beleuchtende Physiognomie. Sie fungiert jedoch als Wächterin des Paradieses und ausführende Dienerin Beatrices in einer herausgehobenen Position und erhält durch ihren Namen, ihre Rolle und literarische Merkmale ihrer Präsentation rätselhafte Züge, die man auf die biblische Eva, auf mythologische Personen wie Proserpina und auf Personen der jüngeren Geschichte, insbesondere die Markgräfin Mathilde von Canossa, beziehen kann.
Versunken in den Anblick seiner geliebten Beatrice wird Dante mit dieser zum Flug durch die Himmelssphären entrückt. Dort legt sie ihm als Führerin und Lehrerin die Ordnung des Universums dar und löst mit ihm astronomische Rätsel und theologische Probleme. Sie führt ihn den Lichtseelen der Heiligen zu. Wie schon in der Beziehung zu Vergil ist das Verhältnis Dantes zu Beatrice geprägt von Zärtlichkeit und Verehrung, zusätzlich aber auch durch das ihn immer wieder überwältigende Entzücken und die Freude über die Schönheit der göttlichen Ordnung, die sich im Anblick Beatrices und insbesondere in ihren Augen widerspiegelt. Beatrice trägt Züge der Donna filosofia (Dame Philosophie) aus Dantes Convivio. Hinausgehend über diese und über die ethisch-philosophische Rolle Vergils, ist sie zugleich Repräsentantin der Theologie und wird außerdem aufgrund biblischer Vergleiche deutbar als eine Figur der Ecclesia, der Kirche Christi. Man kann sie sogar als Figur Christi selbst deuten, oder zumindest als Figur mit Attributen, die für Christus typisch sind. Ein Beispiel für ein solches Attribut ist etwa die Wolke, in der sie zu ihrem Bußgericht über Dante im irdischen Paradies herabschwebt, da dies an Christus bei der Wiederkunft zum Weltgericht erinnert.
Beatrices Rolle endet in dem die Himmelssphären überwölbenden Empyreum, wo sie sich unter die wie Blätter einer Rose angeordneten Heiligen einreiht und auf dem dritten Rang dieser Heiligen, gemeinsam mit der biblischen Rachel und unterhalb der Urmutter Eva, zu den Füßen der Gottesmutter Maria ihren Platz einnimmt und von Dante in einer letzten gebetsartigen Ansprache verabschiedet wird. An ihre Stelle tritt für die Schlussepisode des Werks ein ehrwürdiger Greis, der Heilige Bernhard von Clairvaux, als Verfasser der Schrift De consideratione möglicherweise eine Quelle für Dantes Theologie der Kontemplation und Vision, hier aber vor allem in seiner Bedeutung für die mittelalterliche Verehrung Mariens gewürdigt, zu der er im Namen Dantes ein Gebet spricht, nachdem er ihm die Himmelsrose der Heiligen vorgestellt hat. Das Paradiso schließt mit einem Blick Dantes in die Augen Mariens, die ihrerseits wie alle Heiligen auf Gott schaut, und zuletzt, aufgefordert von Bernhard, mit dem Emporheben der eigenen Augen zu einer unmittelbaren Vision der Trinität.

### Die Personen derCommedia
In den verschiedenen Bezirken der jenseitigen Welt begegnet der Jenseitsbesucher einer Vielzahl von geschichtlichen oder als geschichtlich vorgestellten mythologischen Personen, an denen die jeweilige Art ihrer Strafe, Buße oder Seligkeit nach dem Prinzip der Wiedervergeltung (contrappasso) widerspiegelt, was sie in ihrem früheren Erdenleben wollten, glaubten und taten. Personen der antiken, der biblischen und vor allem der mittelalterlichen Geschichte werden hierbei als Individuen mit ihren persönlichen Leidenschaften, Erinnerungen und Verfehlungen oder Verdiensten präsentiert. Sie zeigen aber zugleich das ethisch und theologisch abstrakte Gedankensystem, das der Rangfolge der Jenseitsbezirke zugrunde liegt.
Die Präsentation dieser Personen wird erzählerisch kunstvoll und abwechslungsreich variiert und erfolgt teils in nur kurzen Erwähnungen und katalogartigen Aufzählungen oder auch in ausführlichen Begegnungsszenen, in denen die Seelen der Verstorbenen Zwiesprache mit dem Jenseitsbesucher und seinem Führer halten und ihm ihre Erinnerungen an das vergangene Erdenleben, Nachrichten an noch lebende Personen oder auch Prophezeiungen über Zukünftiges mit auf den Weg geben.

### Form und Titel des Werks
Die Commedia, im Aufbau ohne klassisches oder biblisches Vorbild, aber mit Parallelen in Avicennas Ḥayy ibn Yaqẓān und deutlicher in der auch mit Bibelzitaten versehenen Bearbeitung des Stoffes durch Abraham ibn Esra (Führung des Ich-Erzählers durch eine Zone des Feuers, allegorische Szene mit Pantherin (bei Dante lonza), Löwin und Wölfin), ist eine episch-narrative Verserzählung in gereimten Elfsilblern. Es sind insgesamt 14.233 Verse, die nach dem hier zum ersten Mal belegten, möglicherweise von Dante selbst erfundenen Prinzip der terza rima gereimt sind und in drei Bücher oder Cantiche von insgesamt hundert (34, 33 und 33) Gesängen (canti) eingeteilt sind.
Der Titel Commedia verweist zwar auf die dramatische Gattung der Komödie, ist jedoch nicht oder nicht streng im Sinne der klassisch-antiken Gattungspoetik zu verstehen. Er begründet sich, wie der sogenannte Widmungsbrief an Cangrande erklärt, durch Thema, Sprache und Stil des Werkes: Thematisch soll er ein Werk charakterisieren, das in seiner Behandlung eines Stoffes mit widrigen Dingen, hier den abstoßenden Schrecken der Hölle, beginnt und zu einem glücklichen Ende, hier den Freuden des Paradieses, hinführt. In Hinsicht auf die Sprache soll er der Tatsache Rechnung tragen, dass das Werk nicht auf Latein, sondern in der italienischen Volkssprache verfasst ist, „in der sich auch die Weiber unterhalten“ („in qua et muliercule comunicant“). Und in Hinsicht auf den Stil soll er dadurch begründet sein, dass das Werk nicht oder nicht durchgehend in einem erhabenen Stil verfasst ist, sondern in einem „lockeren und niederen“ Stil („remissus est modus et humilis“) – während der Text der Commedia tatsächlich alle Stilregister, vom derb Obszönen über das gemessen Lehrhafte, hin zum hymnisch Ekstatischen, vereint.
Dante hat die Commedia im Paradiso zwar auch als sacrato poema (‚heiliges Gedicht‘) bezeichnet, das Titelbeiwort Divina (‚Göttliche‘) stammt jedoch nicht von ihm selbst, sondern wurde erst später von Boccaccio geprägt, als Ausdruck der Verehrung für die übermenschliche Inspiration und dichterische Qualität dieses Werkes. Seit dem 16. Jahrhundert hat sich dieses Beiwort in den gedruckten Ausgaben als fester Bestandteil des Titels etabliert, während kritische Ausgaben in jüngerer Zeit den Zusatz als spätere Hinzufügung wieder vermeiden.

### Zahlensymbolik
Die Dreiteilung des Werks und der Jenseitsreiche ebenso wie das Formschema der aus drei Versen bestehenden Terzine wird herkömmlich auf die Drei als Zahl der Trinität bezogen, während man in der Zahl der 34, 33 und 33 Gesänge, von denen der erste oft als prologartige Episode in einer Sonderstellung gesehen wird, einerseits ebenfalls einen Bezug zur Dreizahl (3 × 33 Gesänge und ein Prolog), aber auch einen Bezug zu den Lebensjahren Jesu erkannt hat, da Jesus nach einer der im Mittelalter gängigen Deutung mit 33 Jahren, vor der Vollendung des 34. Lebensjahres, den Kreuzestod starb.
Auch in der Untergliederung der Jenseitsbezirke, die im Text als neun Kreise des Inferno (zum Teil mit weiteren Unterbezirken), sieben Bußbezirke des Purgatorio (zusammen mit dem Antipurgatorio und dem Garten Eden auch hier neun Bereiche) und (ohne Einbeziehung des Empyreums) neun Himmel des Paradiso erscheinen, hat man zahlhafte Ordnungsprinzipien erkannt, deren Deutung besonders im Purgatorio und im Paradiso dadurch gestützt wird, dass im Purgatorio den Bußbezirken traditionelle Schemata wie der Katalog der sieben Hauptsünden und der Seligpreisungen der biblischen Bergpredigt zugeordnet sind, während im Paradiso die neun Himmelssphären den dreimal drei Chören der Engel zugeordnet sind.
Zahlhafte Korrespondenzen zwischen den drei Teilen des Werkes hat man vielfach durch die vergleichende Gegenüberstellung dieser Jenseitsbezirke und auch ihrer vor- und nachgelagerten Schauplätze, aber auch unter Einbeziehung der formalen Zählung der Gesänge zu deuten versucht. So besteht in der Forschung Einigkeit darüber, dass der jeweils sechste Gesang jeder Cantica in absichtsvoller Weise einem Thema der politischen Geschichte gewidmet ist und sich hierbei in der Abfolge der Themen (Geschichte von Florenz, Italiens und des Kaiserreiches) auch das in der Commedia vielfach herrschende Prinzip gradueller Steigerung bewahrheitet.
Auch innerhalb einzelner Gesänge oder Episoden werden zuweilen zahlhafte Ordnungsprinzipien erkennbar, indem eine scheinbar zufällige Folge von Anaphern, Personen oder Handlungen auf ein traditionelles, für das aktuell behandelte Thema aufschlussreiches Zahlenverständnis verweist. Über solche und über weitergehende Deutungen, die besonders im Verszahlenbau der Commedia auch komplexere Zahlenverhältnisse auf zahlensymbolische Intentionen oder mathematische Berechnungen Dantes zurückführen wollen, besteht jedoch in der Forschung noch wenig Einigkeit und Sicherheit.

### Entstehungsbedingungen
Zur Entstehungszeit der Commedia befand sich Dante seit 1302 als von seiner Vaterstadt Florenz Verbannter im Exil und hielt sich an verschiedenen Orten in Oberitalien, besonders in Verona, Padua und Ravenna auf. Er war angewiesen auf die Unterstützung fürstlicher Gönner, aber es ist wenig oder nichts darüber bekannt, unter welchen Bedingungen er lebte und nicht nur seine Werke verfasste, sondern auch die dafür erforderlichen Studien betrieb.
An den politischen Vorgängen seiner Zeit nahm Dante leidenschaftlichen Anteil, aber nicht mehr als aktiver Politiker, sondern vor allem durch seine Briefe, Schriften und Dichtungen, mit denen er Einfluss auf das Geschehen zu nehmen versuchte. Dieses Engagement zeichnet sich auch in der Commedia ab, aber nicht als ein nur tagespolitisches, sondern, wie in allen Werken Dantes, als ein sehr umfassendes Bemühen um eine Verfassung der menschlichen Gesellschaft, die sich an den für Dante kongruenten Prinzipien des biblischen Heilsplanes und der philosophischen Vernunft orientiert.

## Inhalt der drei Teile

### Der Beginn der Jenseitsreise
Der Dichter erzählt in der Ichform seine Reise durch die drei Reiche der Toten. Die Reise soll ihren Anfang am Karfreitag des Jahres 1300 genommen haben. Der Protagonist Dante verirrte sich im ersten Gesang in einem tiefen Wald, weil er den rechten Weg verloren hatte. Nun strebte der 35-Jährige dem Berg der Tugend entgegen, als er in einer Vision tierischer Gestalten von einem Panther oder einem Luchs (meist als Sinnbild der Wollust gedeutet), einem Löwen (dem Sinnbild des Hochmutes) und einer Wölfin (dem Sinnbild der Habgier) in ein finsteres Tal abgedrängt wird. Dort begegnet er dem von ihm verehrten römischen Dichter Vergil, den er auch sogleich um Hilfe bittet. Vergil entgegnet ihm vor der Wölfin, die wütend auf Dante schaut: „Du musst auf einem andern Wege gehen […] wenn du aus dieser Wildnis willst entfliehen.“ Dante wird daraufhin von Vergil auf eine Reise durch die Hölle und auf den Läuterungsberg begleitet. Mit der Jenseitswanderung des Aeneas hat Vergil in der Aeneis das literarische Vorbild geliefert, auf das in der Commedia immer wieder Bezug genommen wird. Da Vergil aus vorchristlicher Zeit stammt und er nicht getauft ist, ist ihm trotz seiner Rechtschaffenheit der Eintritt ins Paradies verwehrt. Dort auf dem Paradiesberg wird Dante daher von seiner früh verstorbenen und tugendhaft idealisierten Jugendliebe Beatrice geführt. Diese wird später vom hl. Bernhard von Clairvaux abgelöst.

### 1.Inferno/ Die Hölle

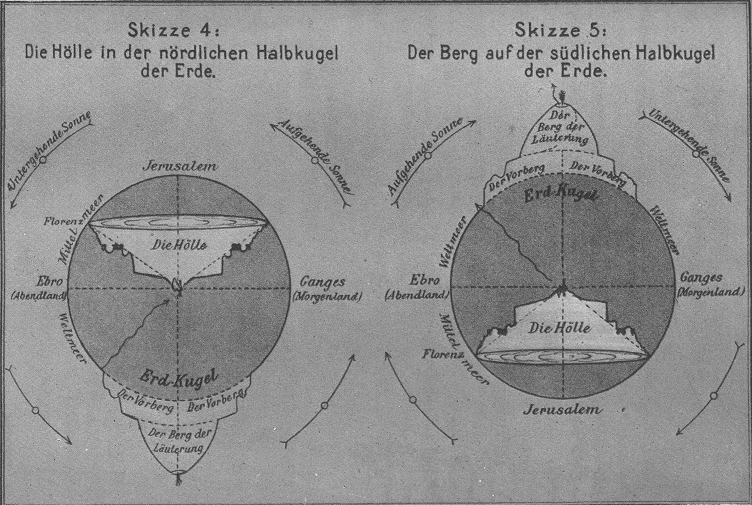
Grafische Darstellung von Dantes Weltbild nach Paul Pochhammer

Die Hölle ist ein einem antiken Amphitheater gleichender Trichter mit steilen Terrassen zum Erdmittelpunkt hin, entstanden durch den Absturz Luzifers. Durch diesen wurde auf der Südhalbkugel der Läuterungsberg aus dem Meer getrieben. Die zehn „Kreise“ der Hölle (die Vorhölle und neun Kreise) sind die Orte, Standpunkte, Horizonte oder Charaktere, in und wegen derer sich die Buße und Läuterung der Sünder, die das Gut des Intellekts („il ben dell’intelleto“) verloren haben, vollzieht.
In der oberen Hölle büßen die Sünder aus Maßlosigkeit (2.–4. Kreis), in der mittleren Hölle die Sünder aus Bosheit (5.–7. Kreis), in den zwei untersten die Sünder des Verrats (8. und 9. Kreis), deren hoher Rang an Sünde sich aus dem Schicksal des Autors erklärt. Zunächst decken sich Gesänge und Kreise, dann treten Kreise mit Unterkreisen auf, die in einem Teil eines Gesangs, in einem ganzen Gesang oder über mehrere hinweg beschrieben werden. Immer wieder überraschen die starken, in der Weltliteratur häufig verwendeten Bilder, die Symbole der Macht und die hier nicht zu erwartenden Fürsten der Kirche.
Die Höllensequenz ist Geschichtsbuch, Warnung und literarische Vergeltung an den Gegnern Dantes, mit manch kritischer Einsicht auch gegenüber der Politik der eigenen Partei. Sowohl die offene Darlegung der eigenen miserablen Lage als auch ein später Triumph Dantes über seine Gegner sind die bestimmenden Gesten. Den Gedanken der Abrechnung mit den Feinden legt er z. B. Sündern in den Mund, die selbst Opfer anderer Täter wurden: „Doch dient mein Wort zum Samen, daraus dem frechen Verräter Schande sprießt, den ich hier speise.“ Die Seelen im Fegefeuer erhoffen sich von ihm die Verbreitung der Wahrheit unter den Lebenden oder die Ermahnung der Angehörigen zu eifriger Fürbitte für ihre armen Seelen.
Gottes Gerechtigkeit, in deren Namen ewige Folter und Qual der Hölle und ihre begrenzten Formen im Fegefeuer ausgeführt werden, ist eine zuteilend strafende, ein „gerechter“ Ausgleich für die Sünden der Lebenden. Bauprinzip ihrer Strafen ist eine ironische Umkehrung (contrappasso) ihrer Laster und Verbrechen, eine verspätete Ironie der Geschichte: Habgierige – an den Dingen klebend – schieben auf ewig Felsbrocken vor sich her, Gewalttäter müssen sich in einem kochenden Blutstrom vor den sie beschießenden Kentauren verstecken, Schmeichler sitzen in der Kloake, Wahrsager tragen ihr Gesicht auf dem Rücken – jetzt ewig der Vergangenheit zugewandt, Heuchler schleppen außen vergoldete Kutten aus Blei, Zwietrachtstifter werden von Teufeln wieder und wieder zerhackt, die Verräter – immer auf eine plötzliche Wendung der Geschichte spekulierend – liegen eingefroren im Eissee Cocytus, dem tiefsten Kreis der Hölle.

#### Erster bis Fünfter Gesang
Laut dem danteschen Weltbild liegt die Hölle im Inneren der nördlichen Halbkugel. Sie ist der Sitz von Luzifer und besteht aus sich zum Erdmittelpunkt hin verjüngenden Kreisen. Der Trichter entstand durch den Sturz Luzifers und seiner Engel, und die solcherart zurückgedrängte Erde bildet den Läuterungsberg, der als einzige Landmasse aus der sonst von Wasser bedeckten Südhalbkugel herausragt.

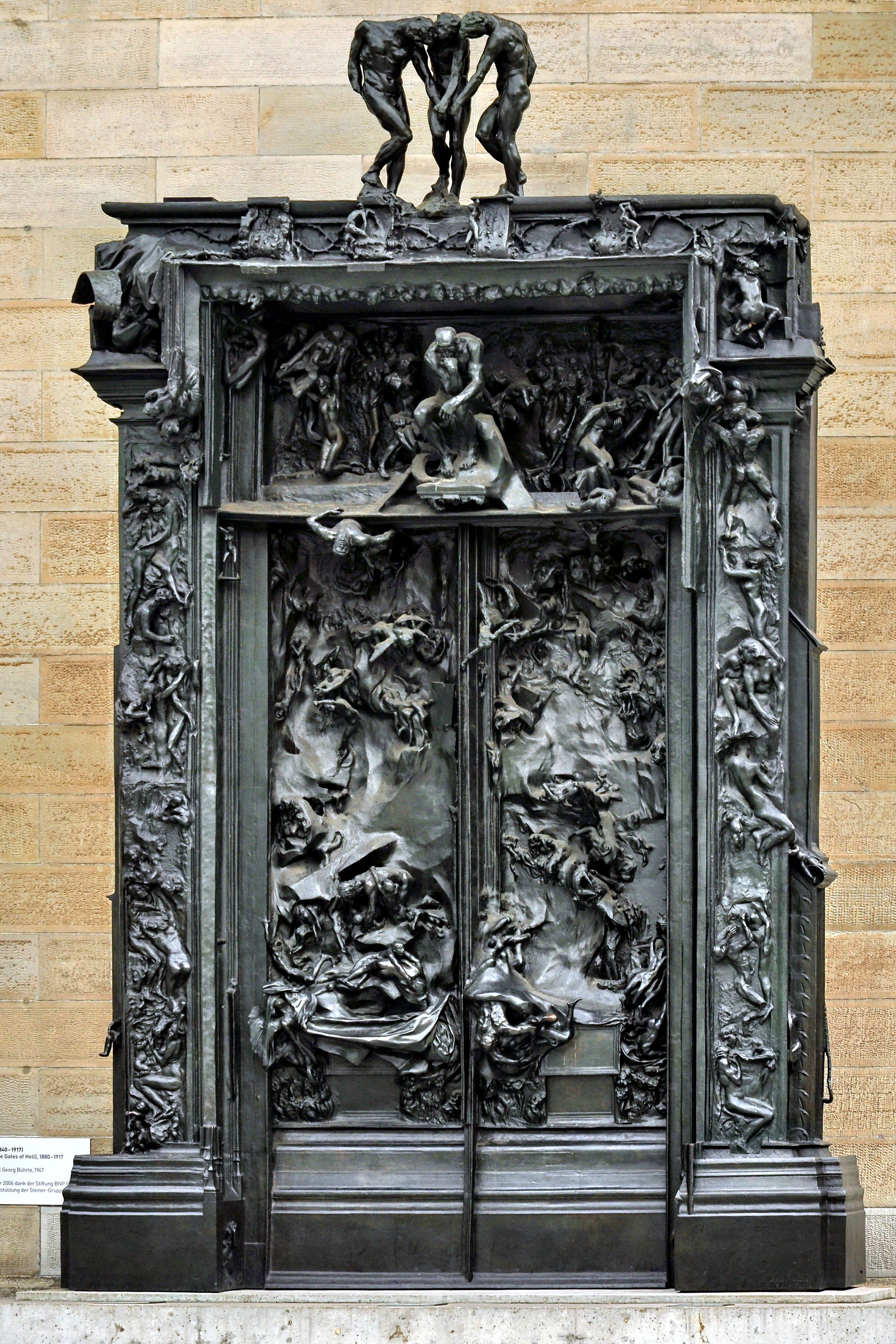
Das Höllentor von Auguste Rodin nach Szenen aus dem Inferno der Göttlichen Komödie, vierter Bronzeguss des Portals (posthum erfolgt), Musée Rodin.

„Durch mich geht man hinein zur Stadt der Trauer,

Durch mich geht man hinein zum ewigen Schmerze,

Durch mich geht man zu dem verlornen Volke.

Gerechtigkeit trieb meinen hohen Schöpfer,

Geschaffen haben mich die Allmacht Gottes,

Die höchste Weisheit und die erste Liebe

Vor mir ist kein geschaffen Ding gewesen,

Nur ewiges, und ich muss ewig dauern.

Lasst, die Ihr eintretet, alle Hoffnung fahren!“

Hinter dem Höllentor liegt die Vorhölle, der Ort für die lauen Seelen, die weder gut noch böse waren. Diese laufen rastlos in Scharen umher und werden von Ungeziefer gepeinigt. Am ersten Fluss der Hölle, dem Acheron, versammeln sich die bösen Seelen, die von Charon an das andere Ufer gebracht werden. Hier verweigert Charon dem Dichter mit einer dunklen Andeutung auf sein ewiges Geschick die Überfahrt. Wie Dante den Acheron letztlich überquert, bleibt im Dunkeln.
Jenseits des Acheron aus tiefer Ohnmacht erwacht, heult Dante aus der Tiefe des Höllentrichters der Menschheit ganzer Jammer entgegen. Dann schreitet er mit Vergil hinab in die lediglich durch Seufzer getrübte Stille des ersten Höllenkreises. Hier, im Limbus, befinden sich die unschuldig schuldig Gewordenen, alle, die sündenfrei sind, aber nicht dem christlichen Glauben angehören (bzw. nicht getauft sind), jedoch nur von ewiger Sehnsucht gepeinigt werden. Nicht nur ungetaufte Kinder sind in diesem Kreis anzutreffen, sondern auch Dichter und Denker der Antike oder des Heidentums. Neben den antiken Dichtern wie Homer, Philosophen wie Aristoteles, den trojanischen und römischen Helden, aber auch mittelalterlichen Gestalten wie Averroes, Avicenna und Sultan Saladin gehört auch Vergil zu denen, die unter falschen, lügnerischen Göttern lebten. Nach der antiken Heldenschau, in deren Verlauf die beiden Dichter von Homer, Horaz, Ovid und Lukan begleitet werden, steigt Dante mit dem römischen Poeten weiter hinab.
Hinter dem ersten Höllenkreis werden die Sünder vom antiken Hadesrichter Minos, hier zum Dämon verzerrt, empfangen. Vor diesem müssen sie alle ihre Sünden beichten. Der Kenner aller Sünden legt mit Hilfe seines Schweifes daraufhin fest, in welchen Kreis der Betroffene hinabsteigen muss. Wie schon zuvor Charon muss auch Minos erst von Vergil beschwichtigt werden. Im zweiten Kreis büßen die Wolllüstigen, die vom Höllensturm umher gejagt werden. Dort trifft Dante auf Semiramis, Kleopatra, Dido, Achilleus, Helena, Paris, Tristan „e più di mille [...] donne antiche e ' cavalieri“ (mehr als tausend Frauen und Ritter aus alter Zeit). Im 5. Gesang begegnen wir außerdem dem ehebrecherischen Liebespaar Paolo und Francesca da Rimini, dessen Schicksal zahlreiche Werke der Musik und der bildenden Kunst inspirierte: Verführt durch die gemeinsame Lektüre eines Buches, in dem Lanzelot Königin Guinièvre küsst, hatte sich Francesca ihrem Schwager Paolo hingegeben und war mit ihrem Geliebten vom Gatten ertappt und getötet worden. Aus Mitleid über ihr zeitliches und ewiges Los bricht Dante zusammen.

#### Sechster bis Elfter Gesang
Im dritten Höllenkreis trifft Dante auf die Seelen der Gefräßigen, die im eisigen Regen auf dem Boden liegen und vom Höllenhund Kerberos – hier Sinnbild der Gefräßigkeit – bewacht und geschunden werden. Eine der Seelen, ein Florentiner mit dem Rufnamen Ciacco, sagt Dante künftige Ereignisse voraus, die Florenz betreffen werden.
Im vierten Höllenkreis befinden sich die Verschwender und die Geizigen, die von Plutos bewacht werden. Die Sünder toben und wälzten Lasten mit der Kraft der Schulter, die sie gegeneinanderstoßen. Der fünfte Höllenkreis ist der Sumpf der zornigen Seelen. Choleriker (aktiv Zornige) bekämpfen sich hier unablässig und bösartig in den Fluten des Flusses Styx, während die Mürrischen, Ignoranten und Phlegmatiker (die passiv Zornigen) für immer in den Fluten des Styx untergetaucht bleiben. Von einem Turm am Flussufer wird ein Feuersignal hinüber gegeben, worauf der Fährmann Phlegyas erscheint und die Dichter übersetzt. In der Begegnung mit dem Choleriker Filipo Argenti stößt Dante erstmals das Böse bewusst von sich.
Noch während der Bootsfahrt erblicken die Dichter am anderen Ufer die Höllenstadt Dis. Legionen von Teufeln verwehren den beiden Wanderern den Zugang. Nach der Begegnung mit den Erinnyen und den drei Gorgonen erscheint ein Engel und kam zum Tore, und mit einem Zweiglein/schloß er es auf. Es wird deutlich, dass Dantes Reise den Segen Gottes hat, um auf den rechten Weg zurückgeführt zu werden. Im sechsten Kreis büßen die Ketzer in flammenden Särgen, die sich nach dem Gericht im Tal Josaphat schließen werden. Einer der hierher Verdammten, der Ghibelline Farinata degli Uberti, sagt Dantes Verbannung voraus und erklärt dem Poeten, dass die Verdammten zwar in die Zukunft schauen können, aber nichts von der Gegenwart wissen, wenn ihnen nichts durch Neuankömmlinge mitgeteilt wird.
Im Schatten des Grabmals des Papstes Anastasius II. rasten die Dichter, um sich an den aus der Tiefe emporsteigenden Gestank zu gewöhnen. Vergil nutzt die Rast, um Dante den Aufbau der unteren Hölle zu erklären: Der siebte Kreis der Hölle gehört den Gewalttätigen, der achte und der neunte Kreis gehören der Bosheit – voneinander geschieden als allgemeiner Betrug, der im achten Kreis Vergeltung findet, und als Betrug in einem besonderen Vertrauensverhältnis (Verrat), der im neunten Kreis auf dem Grunde der Hölle bestraft wird. Dante fragt, warum die Bewohner des zweiten bis fünften Kreises separat bestraft werden, worauf Vergil auf die Differenzierung von Unmaß, verwirrtem tierischen Trieb und Bosheit durch die aristotelische Ethik verweist.

#### Zwölfter bis Siebzehnter Gesang
Der siebente, achte und neunte Kreis bilden die innere Hölle, deren Eingang von dem Minotauros von Kreta bewacht wird. Hier werden die schlimmsten Sünden bestraft: Gewaltverbrechen, Betrug und Verrat.
Doch weil man drei Personen kann verletzen, ist der siebte Kreis in drei Ringe unterteilt. Im ersten Ring werden die Gewalttaten an den Nächsten gebüßt. Mörder, Räuber und Verwüster kochen in einem Blutstrom, in den sie immer wieder von Kentauren zurückgetrieben werden, wenn sie versuchen, ihm mehr zu entsteigen, als ihre Schuld es zulässt. Je nach Schwere ihrer Tat sind sie unterschiedlich tief in dem Blutstrom eingetaucht. Alexander der Große und der Tyrann Dionysios stecken bis zu ihren Brauen im Strom, während Attila am tiefsten Grund gepeinigt wird. Einer der Kentauren, Nessos, trägt auf Geheiß seines Gefährten Cheiron Dante über den Blutstrom.
Selbstmörder (darunter Pier delle Vigne, der Kanzler Friedrichs II.) büßen im zweiten Ring ihre Schuld. Sie müssen als Sträucher und Bäume ihr Dasein fristen, die immer wieder von den Harpyien zerzaust werden, da sie sich mit ihrem Selbstmord selbst von ihrem Körper losgerissen haben – denn was man selbst sich nahm, darf man nicht haben. Auf ihrem Weg durch das Selbstmörder-Buschwerk begegnen die beiden Dichter zwei Seelen, die in ihrem Leben ihren Besitz stückweise verprasst haben und dafür von schwarzen Höllenhunden durchs Dickicht gehetzt und stückweise zerrissen werden. Stierle interpretiert diese Passage biographisch:

„Für Dante bricht, wenn man so will, eine ganze Welt zusammen im Augenblick des Exils. Er verliert seine politische Identität, er verliert seine bürgerliche Existenz, er verliert seine Familie und er fragt sich, ob er dieses alles wirklich verschuldet hat. Und dann stellt sich ihm die Frage nach der Gerechtigkeit Gottes und damit auch nach dem sinnhaften Aufbau der ganzen Welt, an der er verzweifelt, so sehr verzweifelt, dass er, wie ich meine, kurz vorm Selbstmord steht, und dass damit eigentlich mit dem Bild des dunklen Waldes als Bild für den Selbstmord die Commedia beginnt.“

Diejenigen, die Gewalt gegen Gott (Blasphemie), gegen die Natur (Sodomie) und gegen die Kunst (Wucher) verübt haben, büßen im dritten Ring, dessen Boden aus Sand besteht. Die Gotteslästerer liegen ausgestreckt und schreiend auf dem Boden, die Sodomiten laufen ohne Rast und Ruh umher, die Wucherer hocken am Abgrund, wo der dritte Höllenfluss Phlegethon sich in den achten Kreis hinab ergießt, untätig bei ihren Geldsäcken, und auf alle rieseln ständig Feuerflocken herab. Hier begegnet Dante dem Gotteslästerer Kapaneus, aber auch seinem einstigen Lehrer Brunetto Latini sowie drei Florentiner Offizieren.
Insgesamt kommen in diesen Gesängen verstärkt Bezüge zur Politik der Heimatstadt des Dichters zur Sprache, gesehen aus räumlicher und zeitlicher Distanz.

#### Achtzehnter bis Dreißigster Gesang
Am Abhang des Phlegethon erblicken sie die mythologische Gestalt Geryon. Dante blickt auf das Ungeheuer mit Erstaunen und beschreibt es folgendermaßen: „Hier kommt das Ungetüm mit spitzem Schwanze, Das Berge nimmt und Mauern bricht und Waffen, Hier kommt es, das die ganze Welt verstänkert.“ Der achte Höllenkreis (Malebolge) ist in zehn Gräben unterteilt. Im ersten schleppen sich die Kuppler und Verführer (unter letzteren die Gestalt des Iason), von gehörnten Teufeln mit Peitschen getrieben, im Gegenzug durch den Graben. Schmeichler und Huren wälzen sich im zweiten Graben in ätzendem Kot.
Im dritten Graben stecken die Simonisten, Betrüger, die schwunghaften Handel mit Kirchenämtern trieben, kopfüber in Felsenlöchern, aus denen nur ihre brennenden Sohlen herausragen. Wie ein Beichtvater spricht Dante mit der Seele des Papstes Nikolaus III., der glaubt, dass sein Nachfolger Bonifatius VIII. schon in der Hölle angekommen sei. Außerdem prophezeit er die Ankunft Clemens’ V. als Sünder. Dante geißelt den Handel mit Kirchenämtern, der die Verweltlichung der Kirche vorantreibt, mit scharfen Worten.
Im vierten Graben beobachten Vergil und Dante die Zauberer und Wahrsager, deren Körper so verrenkt wurden, dass ihre Gesichter nach hinten gewendet sind – Zum Rücken nämlich standen die Gesichter. Neben etlichen Frauen, die der Zauberei verfallen waren (darunter die mythische Manto, von der Vergils Geburtsstadt Mantua ihren Namen bekommen hat, wie Vergil selbst ausführlich berichtet), fristen Amphiaraos und Teiresias, berühmte Seher der Antike, aber auch Zeitgenossen wie Guido Bonatti dort ihr Dasein.
Der fünfte Graben ist mit kochendem Pech gefüllt, in dem die Bestechlichen büßen. Eine besondere Gruppe von Teufeln, die Malebranche, holt ihre Seelen und bewacht sie: Wer den Kopf aus der Pechflut steckt, wird mit Gabeln an Land gezogen und dort geschunden. Dante und sein Begleiter schaffen es, den Teufeln zu entkommen, und gelangen in den sechsten Graben. Dort müssen die Heuchler in schweren vergoldeten Bleimänteln einherschreiten. Unter ihren Tritten leidend liegen die gekreuzigten Ratsmitglieder der Pharisäer am Boden, darunter Kajaphas, der vor der Jerusalemer Ratssitzung heuchlerisch dazu geraten hatte, Jesus Christus zum Wohle des Staates zu töten.
Im siebten Graben werden Diebe und Räuber unablässig von Schlangen angegriffen, durch deren Bisse sie zu Asche zerfallen, um bald darauf wieder auferstehen zu müssen – die ewige Strafe der Diebe. Nicht alle Sünder werden von den Schlangen lediglich gebissen, andere verschmelzen mit ihnen (oder einem Drachen) zu einem ungeheuerlichen Ungetüm. Hinterlistige Berater und betrügerische Räuber büßen, indem sie wie Glühwürmchen in Flammen gehüllt durch den achten Graben schweben. Hier spricht Dante mit Odysseus, der mit Diomedes für die List, durch welche Troja zu Fall gebracht wurde, büßen muss, sowie mit dem einstigen Ghibellinenführer und späteren Franziskaner Guido da Montefeltro, der sich selbst für seinen trügerischen Rat an Papst Bonifatius VIII., Palestrina zu brechen, um sein ewiges Heil betrogen hat. Im neunten Graben begegnet Dante den Glaubensspaltern und Zwietrachtstiftern, zu denen er auch den Stifter des Islam, Mohammed, und seinen Schwiegersohn Ali zählt. Ein Teufel schlägt ihnen unablässig Gliedmaßen ab und tiefe Wunden – Die waren Stifter von Gezänk und Zwietracht / Im Leben, darum sind sie so zerspalten. Im letzten Graben des achten Höllenkreises leiden die Fälscher, Alchemisten und falschen Zeugen unter schweren Krankheiten und fallen in blinder Raserei übereinander her. Unter ihnen befinden sich die Gattin Potifars, die Josef verleumdet hatte, sowie Sinon von Troja.

#### Einunddreißigster bis Vierunddreißigster Gesang

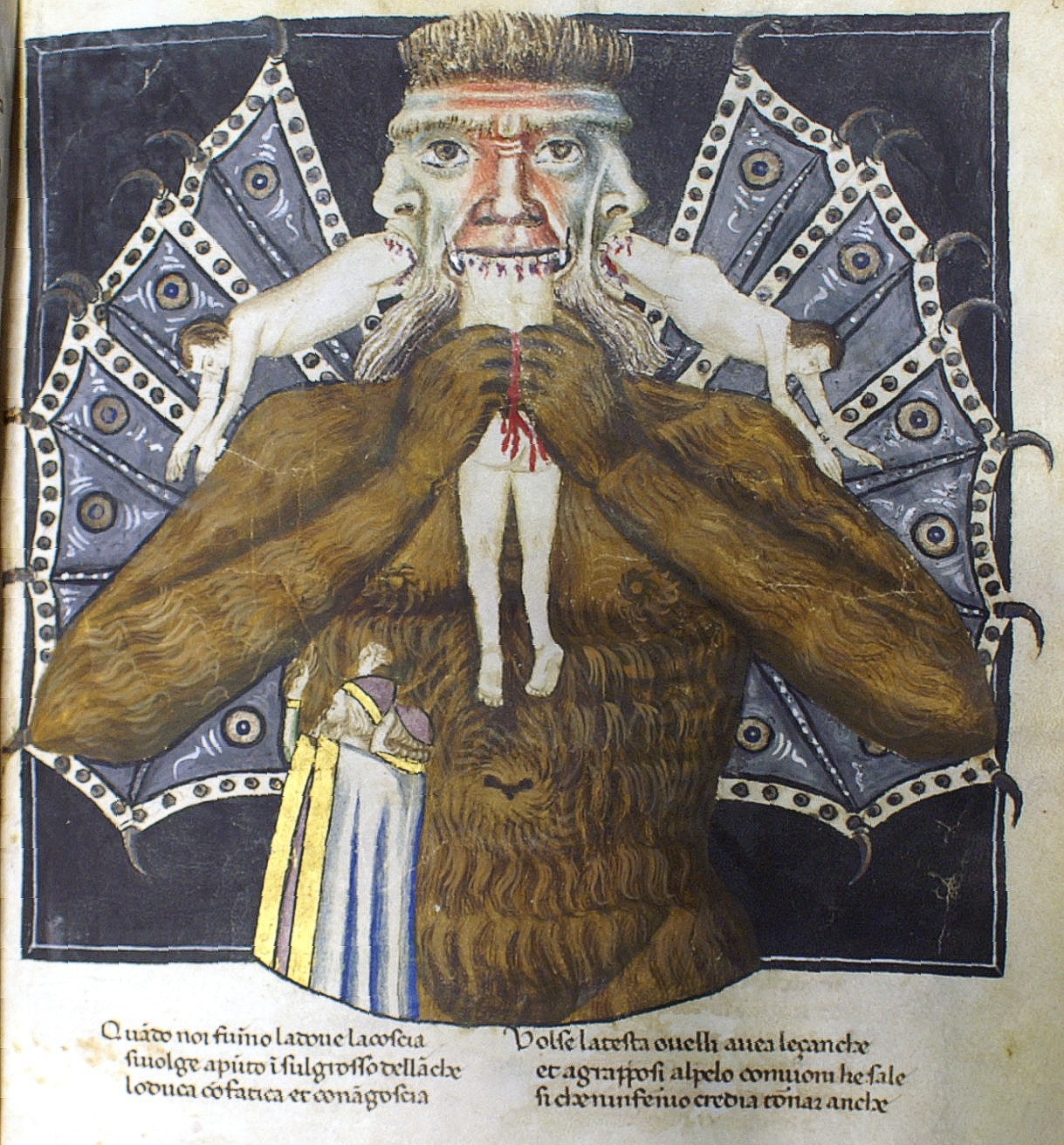
Luzifer quält die drei Verräter Judas, Brutus und Cassius. (Codex Altonensis, ex Bibliotheca Gymnasii Altonani, Hamburg)

Wie Türme ragen Riesen (Vergil nennt Nimrod, Ephialtes, Briareus, Tityus und Typhoeus) am Rande des neunten Höllenkreises empor. Auf Bitten Vergils setzt Antaeus die beiden Wanderer auf dem Grund des letzten Höllenkreises ab. Dort büßen die Verräter, bis zum Kopf in einen See eingefroren: in der Kaina die Verräter an Verwandten und in der Antenora die politischen Verräter. Die Verräter an Tischgenossen sind rücklings in der Tolomea eingefroren, sodass ihre zu Kristallen gewordenen Augen sich für immer verschließen. Den Sündern in dieser Zone können schon zu Lebzeiten die Seelen vom Körper geschieden werden. In die leblose Hülle schlüpft dann ein Dämon, der sein Unwesen auf der Welt treibt. In der untersten Höllentiefe, der Judecca, liegen vom Eis völlig bedeckt diejenigen Sünder, die ihren Herrn und Wohltäter verraten haben. Und in ihrer Mitte steckt der Teufel im Eis, in seinen drei Mäulern die Erzverräter Judas, Brutus und Cassius zermalmend. In den meisten deutschen Übersetzungen wird im 118. Vers des vierunddreißigsten Gesangs der Teufel als Luzifer bezeichnet. Dante verwendet diesen Namen im Original jedoch nicht. Tatsächlich lautet der 118. Vers im Original:
„Qui è da man, quando di là è sera;
e questi, che ne fé scala col pelo,
fitto è ancora sì come prim'era.“
Der Teufel wird von Dante lediglich im 124. Vers des vierunddreißigsten Gesangs als Belzeebub bezeichnet. Auch hier taucht der Name Luzifer nicht auf.
„Luogo è là giù da Belzebù remoto
tanto quanto la tomba si distende,
che non per vista, ma per suono è noto.“
Literaturgeschichtlich erfolgte eine Gleichsetzung Luzifers mit dem Teufel erstmals 1667 in John Miltons Werk Paradise Lost.
Vergil nimmt Dante und greift sich das zottige Fell Satans, an dem er zwischen Satan und der Eiswand erst nach unten und, da sie sich im Erdmittelpunkt befinden, damit auch nach oben klettert: Nur über Satan selbst sei der Ausweg möglich. Vergil findet in der Wand ein Felsloch, in das sie treten können, und sie kommen über einen Gang in eine neue Hemisphäre. Dante ist verunsichert und erhält von Vergil zur Antwort: An Satans Fell seien sie durch den Erdmittelpunkt gekrochen, das Eis sei weg, Ost und West, Oben und Unten seien nun vertauscht. Über einen Pfad gelangen sie entlang einem Bach zurück zur Lichtwelt, zu den Sternen.

### 2.Purgatorio/ Der Läuterungsberg

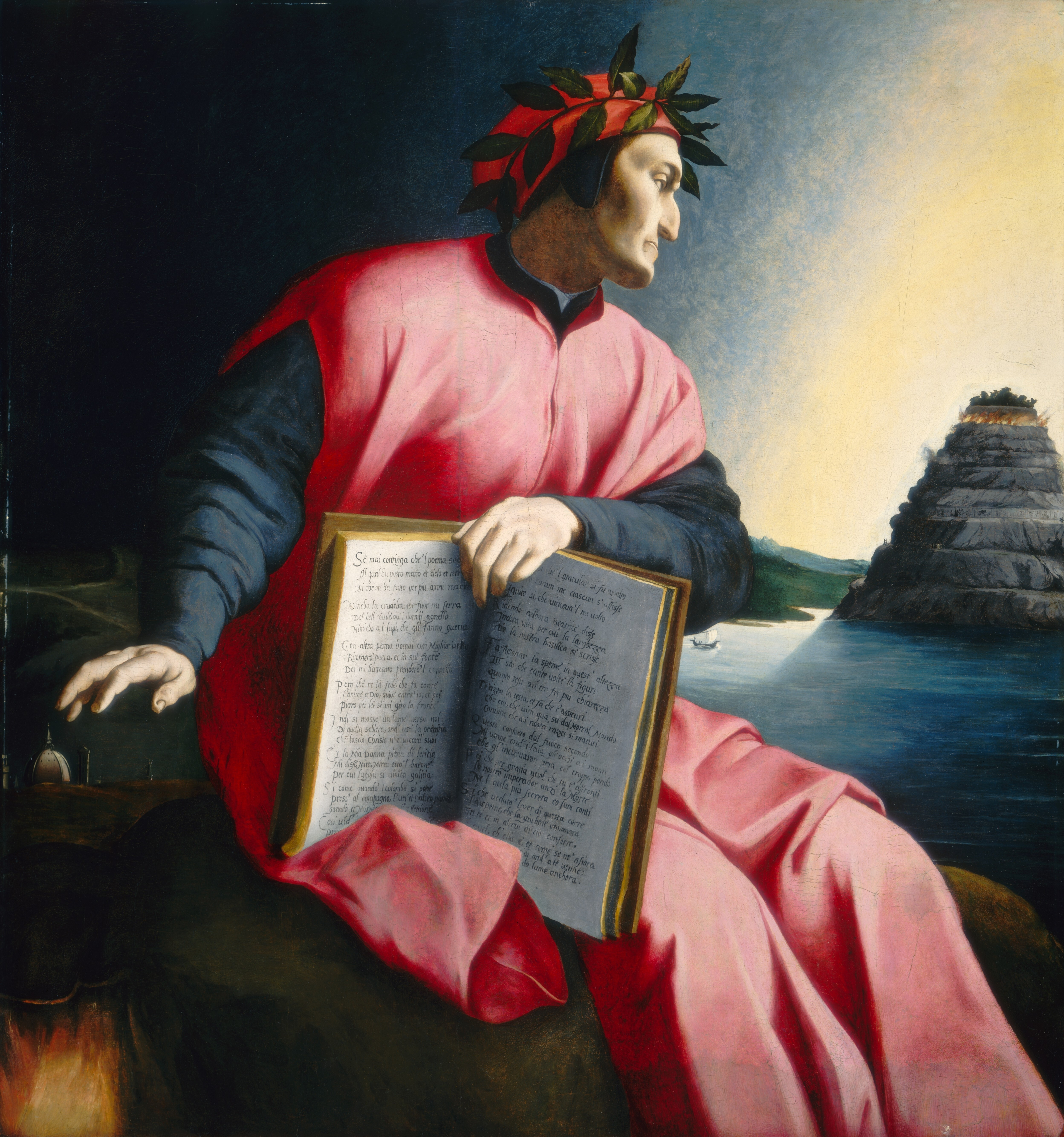
Dante schaut auf den Läuterungsberg. Gemälde von Agnolo Bronzino (1530)

Der Läuterungsberg bzw. das Fegefeuer ist als ein hinter einem Tor beginnender Rundweg um einen Berg angelegt, der sich allmählich dem Licht entgegen schraubt. Auf sieben Terrassen büßen die Seelen. Zusammen mit dem von Cato bewachten Meeressaum und dem sich anschließenden Bereich für die Säumigen sind es also auch hier neun Stufen.
Gegenüber der Trostlosigkeit der Hölle dominieren nun Buße und Hoffnung der Sünder. Noch immer regiert die ironische Umkehrung die Strafen, die aber endlich sind (wenn sie auch 500 Jahre und länger dauern): Im Fegefeuer bzw. auf dem Läuterungsberg können die Hochmütigen unter der Last von Steinen den Blick nicht mehr vom Boden lösen, den Neidischen wurden die Augen mit Draht zugenäht, die Trägen müssen um den Berg hetzen, die Habsüchtigen liegen mit dem Gesicht im Staub des Weges …
Vor der Pforte des Läuterungsberges zeichnet der wachende Engel mit seinem Schwert sieben P (ital. peccato „Sünde“) auf Dantes Stirn für die sieben Todsünden (Hochmut, Jähzorn, Neid, Habgier, Wollust, Völlerei und Trägheit), von denen auch er sich zu reinigen habe. Dann erst schließt der Wächter das Tor auf, Dante beginnt seine eigene Buße auf dem Weg zum Licht und sucht sich von falschen Leidenschaften, vor allem von seinem Hochmut, zu befreien.
Die Terrassen des Läuterungsberges
Auf den ersten drei Terrassen werden die Seelen mit der Liebe zur Untugend geläutert.
- Erste Terrasse: Auf der ersten Terrasse büßen die Stolzen, indem sie riesige Steine auf dem Rücken tragen müssen, ohne sich aufrichten zu können. Dies soll sie lehren, dass der Stolz Gewicht auf die Seele legt und man ihn deshalb ablegen sollte. Auf dem Boden eingraviert finden sich historische und mythologische Beispiele für Stolz. Durch das Gewicht gebeugt, sind die Sünder gezwungen, diese zu studieren, um von ihnen zu lernen. Am Aufstieg zur nächsten Ebene erscheint ein Engel und entfernt ein P von Dantes Stirn. Dies wird an jedem Aufstieg wiederholt. Bei jedem Entfernen fühlt sich Dantes Körper leichter an, da weniger Sünde ihn niederdrückt.

- Zweite Terrasse: Die Neider werden auf der zweiten Terrasse geläutert, indem sie mit zugenähten Augen umherwandern müssen. Gleichzeitig tragen sie Kleidung, mit der ihre Seele nicht vom Boden unterscheidbar ist. Dies soll die Sünder lehren, andere nicht zu beneiden und ihre Liebe zu Gott zu lenken.

- Dritte Terrasse: Auf der dritten Terrasse müssen die Zornigen im sauren Rauch umhergehen. Sie lernen, wie sie der Zorn blind werden ließ und ihre Urteilsfähigkeit verminderte.

- Vierte Terrasse: Auf der vierten Terrasse befinden sich die Sünder der mangelnden Hingabe, der Trägheit. Die Trägen werden zu ständigem Rennen gezwungen. Sie können nur Läuterung erfahren, indem sie rastlos ihre Buße tun.

- Fünfte Terrasse: Auf der fünften Terrasse bis zur siebten Terrasse befinden sich die Sünder, die in ihrem Leben die weltlichen Dinge in einer falschen Art und Weise geliebt haben. Die Habsüchtigen und die Verschwender liegen mit dem Gesicht auf dem Boden und können sich nicht bewegen. Die Überhöhung weltlicher Güter wird geläutert und die Sünder lernen ihr Begehren von Besitztümern, Macht oder hohen Positionen zu Gott hinzulenken. Hier trifft Dante auf die Seele Statius', der seine Läuterung vollendet hat und Dante und Vergil bei ihrem Aufstieg zum Paradies begleitet.

- Sechste Terrasse: Auf der sechsten Terrasse müssen die Maßlosen in ständiger Enthaltsamkeit von Essen und Trinken Läuterung erfahren. Erschwert wird ihnen dies dadurch, dass sie Kaskaden passieren müssen, ohne trinken zu können.

- Siebente Terrasse: Die Wollüstigen werden gereinigt, indem sie in einer riesigen Flammenwand brennen. Hier sollen die sexuellen Ausschweifungen, die die Liebe der Sünder von Gott ablenkt, überwunden werden. Durch die Flammenwand der siebten Terrasse müssen auch alle Sünder gehen, die ihre Buße auf einer der niedrigeren Terrassen abgelegt haben, bevor sie den Läuterungsberg verlassen können. Nachdem Dante dieses Los geteilt hat, wird das letzte P von seiner Stirn entfernt.

### 3.Paradiso
Die engelhafte Beatrice führt Dante durch die neun himmlischen Sphären des Paradieses. Diese sind konzentrisch und sphärisch, wie im aristotelischen und ptolemäischen Weltbild. Während die Strukturen des Inferno und Purgatorio auf verschiedenen Klassifizierungen der Sünde basieren, wird das Paradiso durch die vier Kardinaltugenden und die drei theologischen Tugenden strukturiert. Dante trifft und unterhält sich mit mehreren großen Heiligen der Kirche, darunter Thomas von Aquin, Bonaventura, der Heilige Petrus und Johannes.
Das Paradiso besitzt mehr theologische Natur als die Hölle und das Fegefeuer. Dante räumt ein, dass die Vision des Himmels, die er beschreibt, diejenige ist, die ihm gestattet wurde mit seinen menschlichen Augen zu sehen.
Ab dem einunddreißigsten Gesang beschreibt Dante, wie er Maria als Himmelskönigin sieht, bevor die Göttliche Komödie mit dem Anblick des dreieinigen Gottes endet. In einem Erkenntnisblitz, der sich nicht ausdrücken lässt, versteht Dante endlich das Geheimnis von Christi Gottheit und Menschheit, und seine Seele wird verbunden mit der Liebe Gottes.

## Resümee
Dantes Werk wird ausnahmslos als „epochal“ gewertet: Es enthält, erstmals in der von Dante „geadelten“ italienischen Volkssprache, die dreiteilige Wanderung durch „das Reich nach dem Tode“, wie es um 1300 gesehen wurde: erst hinab zur „Hölle“, dann durchs „Purgatorio“ hinauf, dann ins „Paradies“; das Ganze in epischer Form, was dem hohen Anspruch angemessen war.
Das Werk verweist explizit auf das große Versdrama Aeneis des Römischen Dichters Vergil und stellt somit von vornherein extrem hohe Ansprüche. Diese Ansprüche werden in der Tat erfüllt, zumal Dante nicht nur immer wieder Einzelheiten des gesamten politischen Lebens Italiens von der späten Stauferzeit des 11. Jahrhunderts bis zur Zeit der frühen Habsburger und des Kaisers Heinrich VII. aus dem Haus Luxemburg aufgreift. Diese Einzelheiten bedürfen der sparsamen Kommentierung, damit sie für Leser der Jetztzeit verständlich sind und zugleich der „Ton“ des Originals gewahrt wird.
Mit seinem Rückgriff auf Formen der Antike hat Dante mit dazu beigetragen, dass sich in Italien schon sehr früh anstelle des Kunststils der Gotik die Renaissance entwickeln konnte.
Nicht nur im theologischen Weltbild ist Dantes Werk – abgesehen von der überragenden dichterischen Dimension – voll auf der Höhe des Wissens seiner Zeit. So verknüpft er z. B. in den Schlussversen seines Werks explizit die Schwierigkeit des Verständnisses der Dreieinigkeit Gottes mit dem mathematischen Problem der Dreiteilung eines Kreisbogens.

## Rezeptionsgeschichte

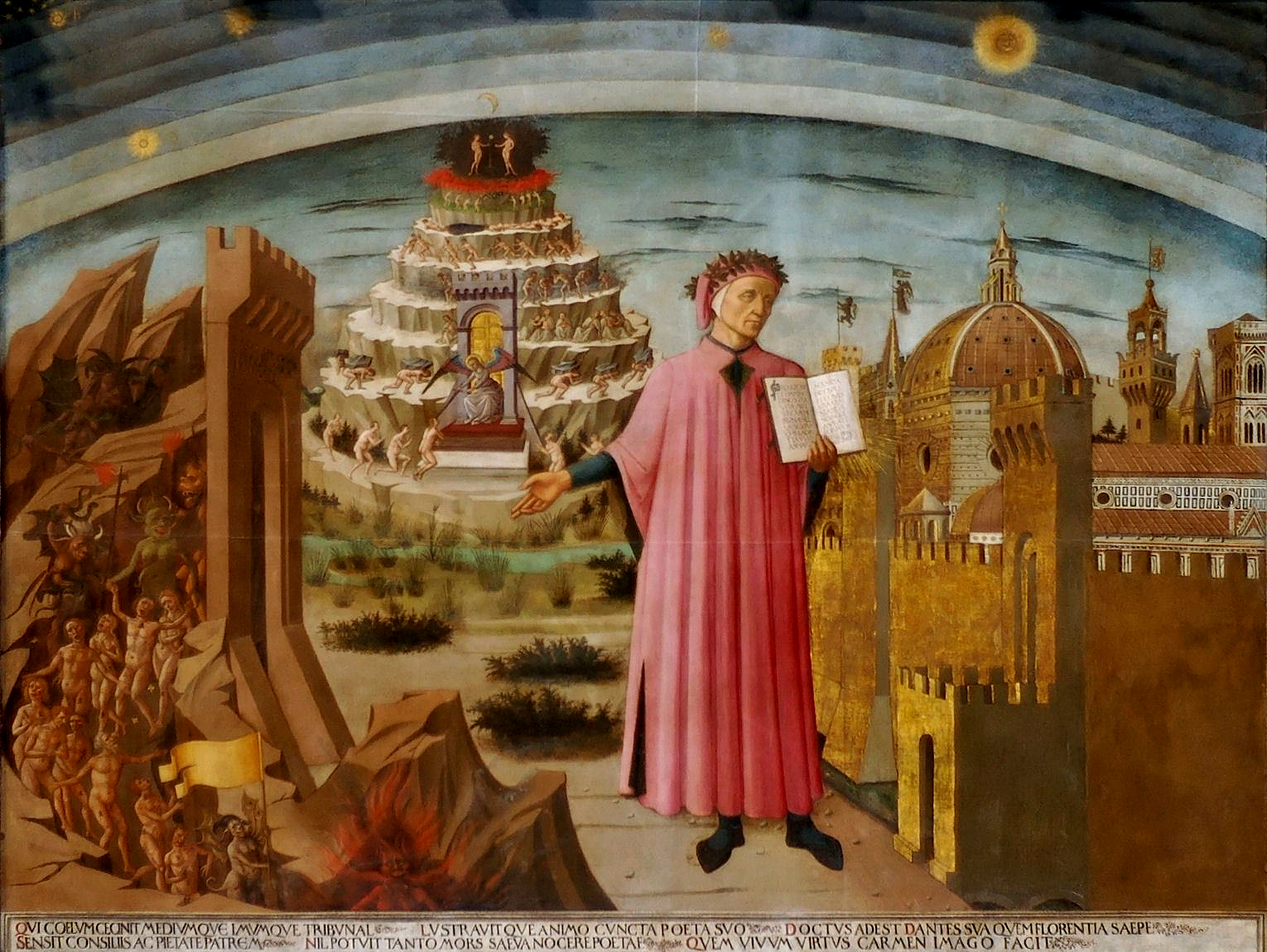
Dante und sein berühmtes Epos (Fresko von Domenico di Michelino in der Kathedrale von Florenz, 1465)

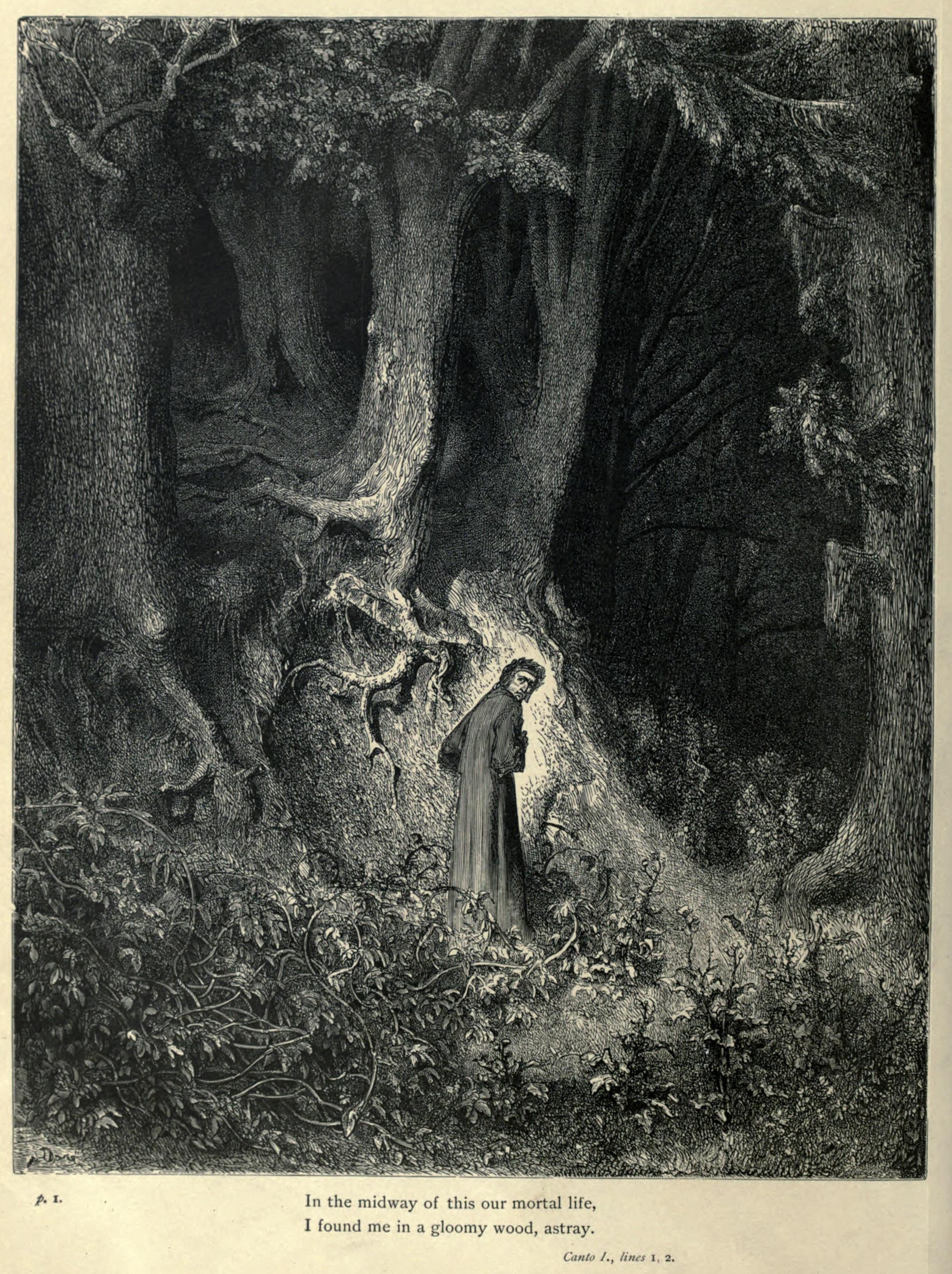
Canto I: Dante verloren im Wald (Gustave Doré)

### Bildende Kunst

#### Illustrationen und Gemälde
Dantes Commedia hat einen außerordentlichen Einfluss auch auf Werke der bildenden Kunst ausgeübt. Illustrationen setzen in den Handschriften der Commedia bereits wenige Jahre nach seinem Tod ein, älteste datierte illustrierte Handschrift ist der Kodex Trivulzianus Nr. 1080 von 1337 in Mailand, möglicherweise schon einige Jahre früher (um 1330?) entstanden die 32 Illuminationen im sogenannten Poggiali Codex (Florenz, BNCF, Palat. 313). In manchen Kirchen, vorrangig in Florenz, entstanden im 15. Jahrhundert Gemälde in der Art von Heiligenbildern.
In selbstständigen Kunstwerken, insbesondere Darstellungen der Hölle und des Jüngsten Gerichts, machte sich der prägende Einfluss früh bemerkbar, wobei er hier von älteren literarischen und ikonografischen Traditionen nicht immer sicher unterscheidbar ist. Ebenfalls schon um 1340 ist solcher Einfluss Dantes in den Fresken des Camposanto Monumentale in Pisa (von Buonamico Buffalmacco?) auch durch inschriftliche Zitate angezeigt. Das erst in jüngerer Zeit wiederentdeckte, zwischen 1306 und 1309 entstandene Stundenbuch (Officiolum) des Francesco da Barberino, in dessen Illustrationen man ebenfalls schon ikonographischen Einfluss des Inferno zu erkennen glaubte, kommt hierfür aufgrund seiner frühen Entstehung vermutlich nicht in Frage.

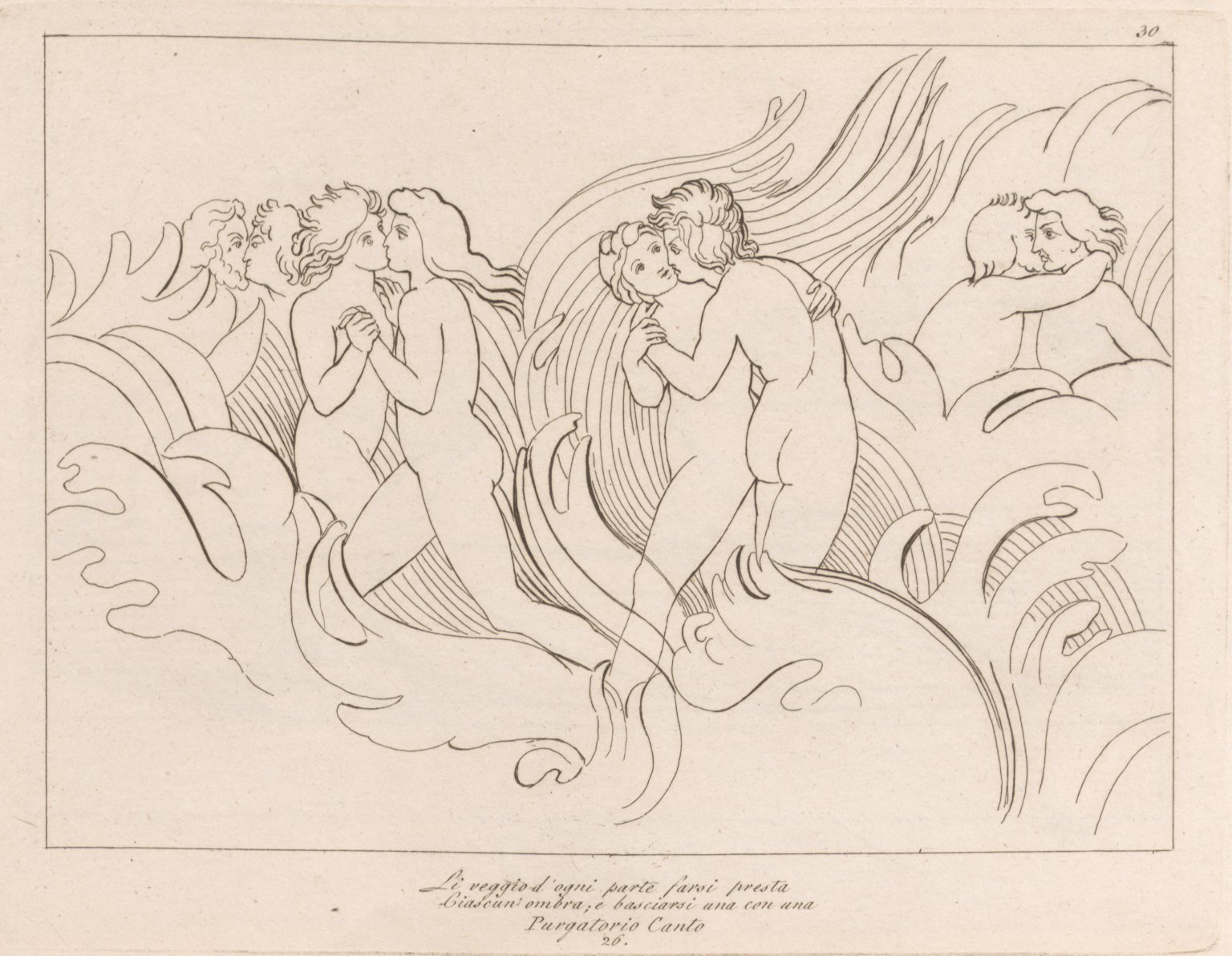
Lì veggio d'ogni parte von John Flaxman (Purg. Canto XXVI)

Eine künstlerisch herausragende Stellung unter den Illustrationen des 15. Jahrhunderts nehmen die Zeichnungen zu allen drei ‚Cantiche‘ der Commedia ein, die Sandro Botticelli seit 1480 schuf, aber nicht mehr zur Vollendung brachte. Von diesen sind 93 Stücke erhalten, deren Bestand sich heute auf das Kupferstichkabinett Berlin und die Vatikanische Bibliothek in Rom verteilt. Sie bildeten die Vorlage für die Holzschnitte, die Baccio Baldini für die erste Druckausgabe des Dantekommentars von Cristoforo Landino (1481) herstellte, und haben aufgrund des enormen Erfolges dieses Kommentars auch die Illustrationen nachfolgender Danteausgaben nachhaltig geprägt.
Weitere Beispiele für die Illustration der Commedia und für ihre Rezeption in der bildenden Kunst:
Eine größere Anzahl von Zeichnungen, die um 1580 von Jan van der Straet (Johannes Stradanus), Federico Zuccari und Jacopo Ligozzi geschaffen wurden, hat man als zusammengehörige Auftragsarbeit eines Florentiner Druckers für eine geplante Ausgabe der Commedia angesehen, eine These, die jedoch nach dem Befund neuerer Forschung nicht aufrechtzuerhalten ist.
Im 18. Jahrhundert waren die Illustrationen des britischen Künstlers John Flaxman in Europa sehr verbreitet. Sie zeichnen sich durch einen minimalistischen Darstellungsstil aus. Achim von Arnim kommentiert in einem Brief an die Brüder Grimm: „Erst jetzt kann ich mir erklären, warum die Zeichnungen des Flaxmann dazu meist so leer sind, wie Regimentsuniformabbildungen, meist nichts anders als der Offizier Virgilius und ein Gemeiner, der Dante, die hinter einander marschieren.“

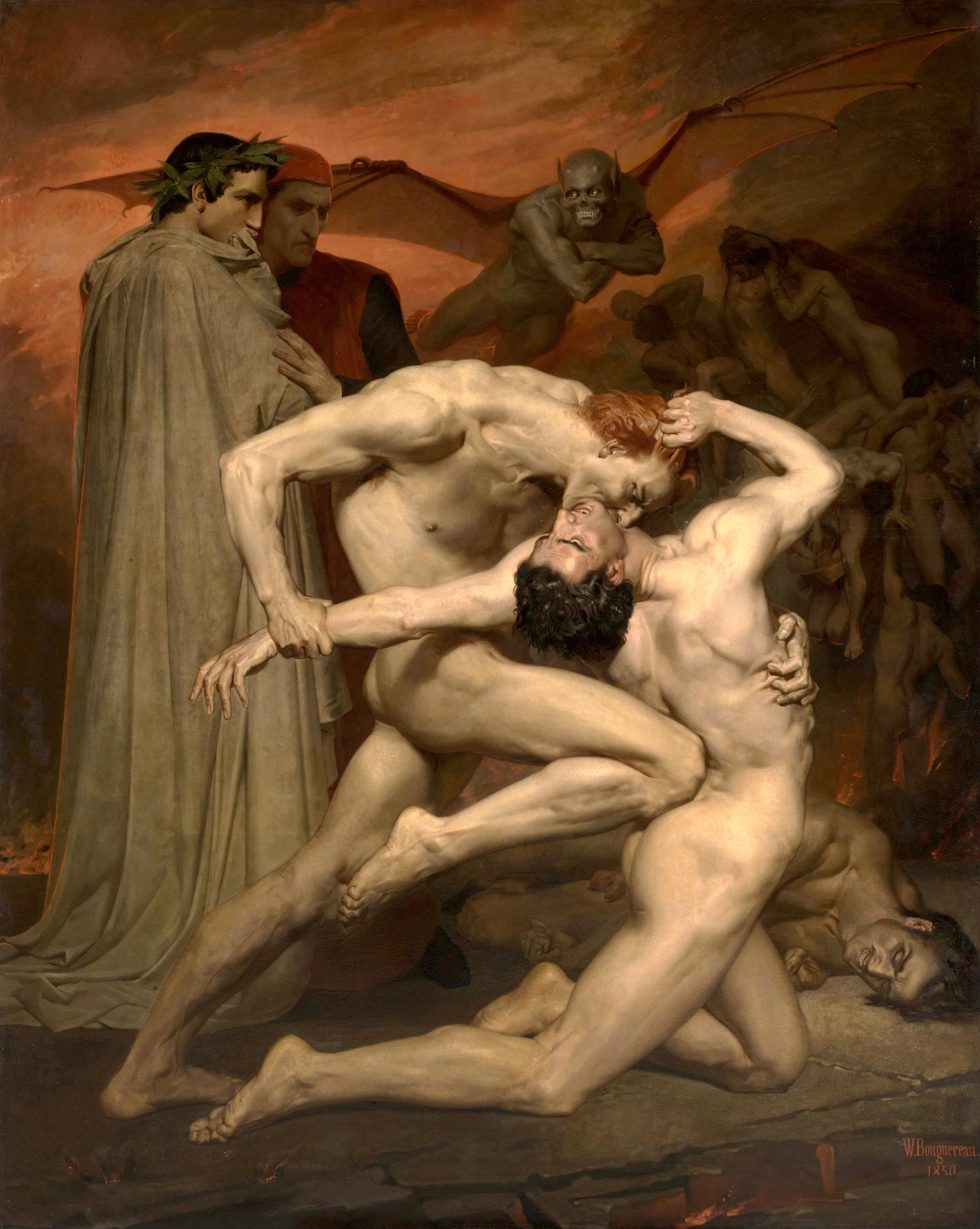
Dante und Virgil in der Hölle (William Adolphe Bouguereau, 1850)

Bekanntester Illustrator der Göttlichen Komödie im 18. Jahrhundert war Joseph Anton Koch, der neben zahlreichen Zeichnungen und Gemälden auch die berühmten Fresken zur Hölle und zum Fegefeuer im Casino Massimo in Rom schuf.
Im Jahr 1822 malte der französische Romantiker Eugène Delacroix ein Gemälde namens Die Dantebarke (im Original La Barque de Dante oder Dante et Virgile aux enfers), das sich heute im Louvre befindet. Es zeigt Dante und Vergil sowie den Sünder Filippo Argenti bei der Überfahrt über den Styx. (Vgl. Inf. Canto VIII.)
Der englische Dichter und Maler William Blake plante und schuf einige Aquarelle zur Göttlichen Komödie. Obwohl der Zyklus bei seinem Tod 1827 unvollendet war, zählen sie auch heute noch zu den beeindruckendsten Interpretationen des Werks.
1850 malte der Künstler William Adolphe Bouguereau ein Gemälde: Dante And Virgil In Hell.

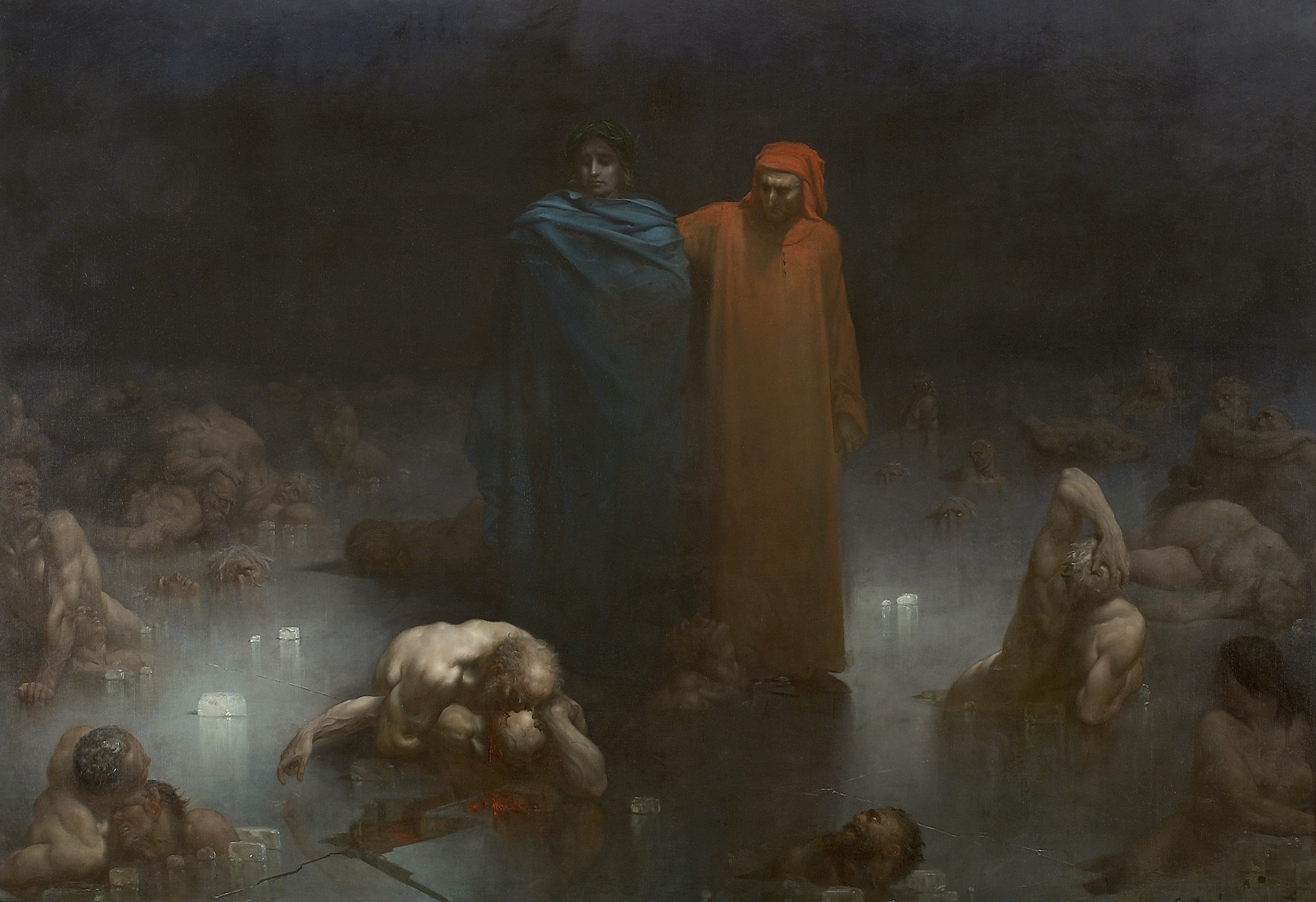
Dante und Vergil im neunten Höllenkreis. – Dante et Vergil dans le neuvième cercle de l’enfer von Gustave Doré

Gustave Doré, der sich schon im Alter von neun Jahren an der Illustration der Göttlichen Komödie versuchte, schuf im Jahr 1861 zahlreiche Holzstiche. Diese zählen heute zu den bekanntesten Illustrationen des Werks. Darüber hinaus malte er auch ein Gemälde mit dem Titel Dante et Virgile dans le neuvième cercle de l’enfer, das Dante und Vergil im neunten Kreis der Hölle zeigt.
Anselm Feuerbach malte im Jahr 1864 das Gemälde des Liebespaars Paolo und Francesca.

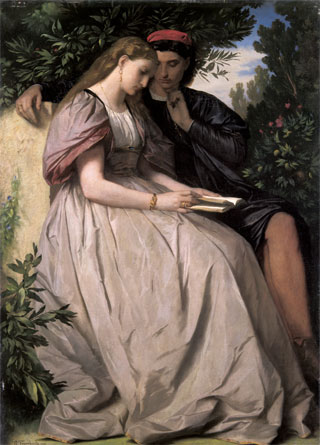
Anselm Feuerbach: Paolo und Francesca, 1864

Gustav Klimt schuf 1891 das Bild Altitalienische Kunst im Stiegenhaus des Kunsthistorischen Museums in Wien, das inhaltlich von der Göttlichen Komödie inspiriert wurde.

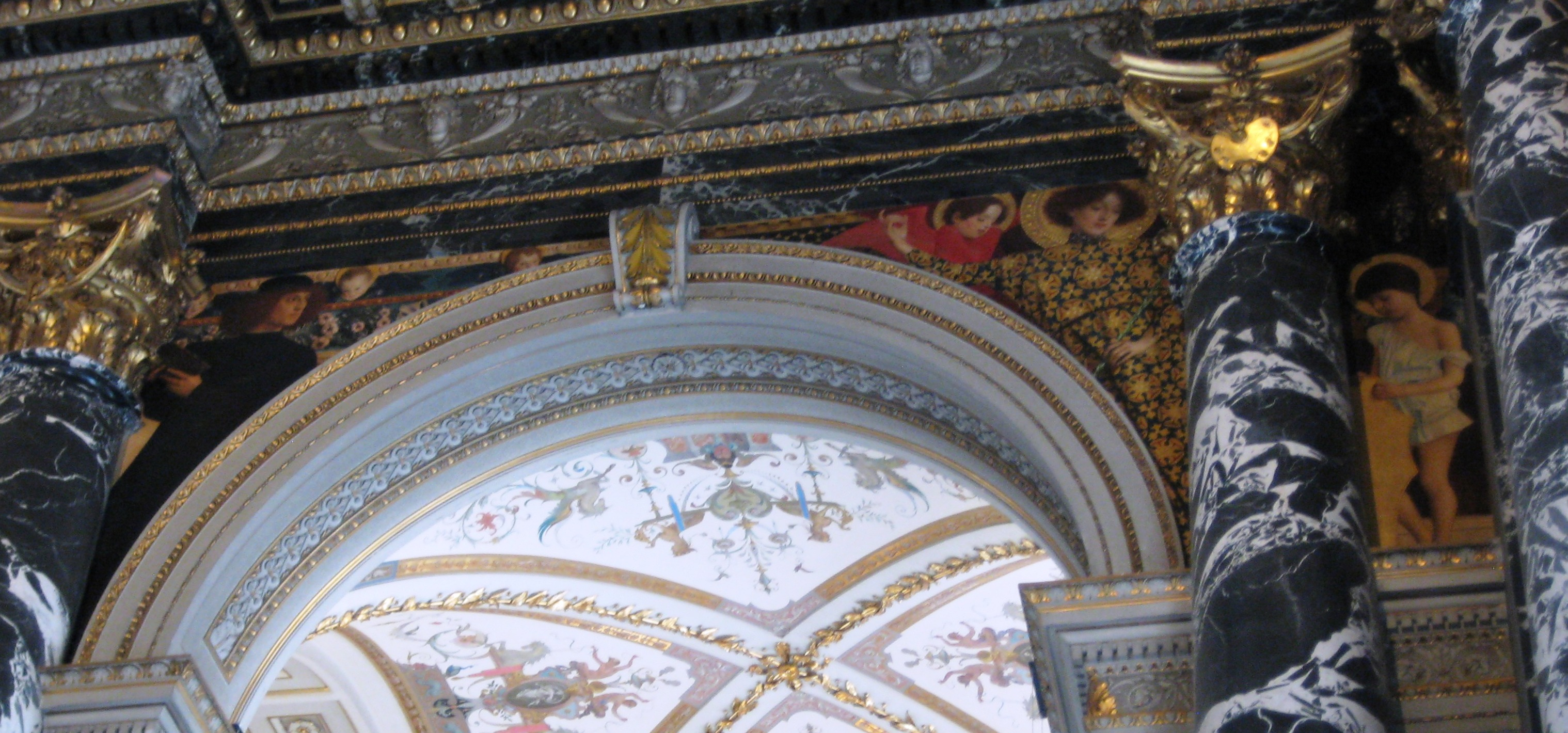
Gustav Klimt: Altitalienische Kunst (1891)

Franz von Bayros, der vor allem durch seine erotischen Zeichnungen bekannt wurde, illustrierte das Werk im Jahr 1921.
In der Mitte des 20. Jahrhunderts entwarf Salvador Dalí einen Bilderzyklus zur Göttlichen Komödie.
1975 wurde der britische Künstler Tom Phillips mit der Illustrierung des Infernos beauftragt. Er übersetzte Dantes Text ins Englische, und über einen Zeitraum von etwa sieben Jahren entstanden 139 Illustrationen zu Dantes Inferno (Künstlerbuch Talfourd Press 1983, Thames & Hudson 1985). Phillips' Illustrationen stellen einen sehr persönlichen visuellen Kommentar dar, der den mittelalterlichen Text in das 20. Jahrhundert überträgt.
Von Robert Rauschenberg stammt eine Serie von 34 Zeichnungen zum Inferno, die er mit 35 Jahren, dem Alter, als Dante mit der Commedia begann, angefangen und an der er 18 Jahre lang gearbeitet hat. Rauschenberg benutzte dabei eine ganz eigene Technik, wie Frottagen von mit Terpentin angefeuchteten Fotos, die als eine Art Collage auf jeweils 36,8 × 29,2 Zentimeter großem Strathmore-Papier zusammengefügt wurden und den Effekt einer Zeichnung erzeugen. Als Vorlagen für Dante und Vergil können Bilder von Adlai Stevenson, John F. Kennedy, antike Statuen, Baseballschiedsrichter oder auch einfach der Buchstabe V gedient haben. Die Zeichnungen sind oft dreigeteilt und entsprechen hier der Dreiteilung des von Dante verwendeten Versmaßes, der Terzine. Bei intensiver Betrachtung erweisen sich Rauschenbergs Illustrationen als sehr nah an Dantes Text, ja sie erschließen sich dem Betrachter erst bei der Lektüre.
Zwischen 1992 und 1999 illustrierte die deutsche Künstlerin Monika Beisner alle 100 Gesänge (Cantos) der Göttlichen Komödie. Sie ist damit eine der Wenigen, welche die komplette Komödie malerisch umgesetzt haben und die erste Frau, die sich der Illustration des Werks angenommen hat. Dabei übertrug sie Dantes 100 Gesänge detailreich und so wortgetreu wie möglich in Bilder, gemalt mit Eitempera-Farben. Werkausgaben mit Beisners Bildern erschienen auf Deutsch, Italienisch und Englisch.
Der Südtiroler Künstler Markus Vallazza hat zwischen 1994 und 2004 zahlreiche Illustrationen (300 Stiche, 9 Bildbände und an die 100 Gemälde) zur Göttlichen Komödie geschaffen. Miquel Barceló schuf 2003 eine umfangreiche Buch-Illustration zum Inferno, die jeweils zweisprachig in Spanien und in Deutschland erschienen ist.

#### Bildhauerei und Architektur
Der Bildhauer Auguste Rodin arbeitete annähernd 37 Jahre am „Höllentor“, einem bronzenen Portal für das Musée des Arts Décoratifs in Paris. Auch wenn es nie zur ursprünglichen Ausführung kam, ist dieses Werk wegen seiner zahlreichen daraus isolierten Skulpturen (z. B. Der Denker, welcher Dante Alighieri darstellt) sehr beachtenswert.
Giuseppe Terragni entwarf 1938 ein „Danteum“ an der Via dell’Impero, der heutigen Via dei Fori Imperiali in Rom. Als gebaute Architektur der Vision Dantes von der Einigung Italiens sollte der Entwurf von 1938 zudem die Wiedererrichtung des Italienischen Reiches durch Mussolini verherrlichen. Die Kriegsentwicklung verhinderte jedoch die Ausführung.
Das vom italienischen Architekten Mario Palanti zwischen 1919 und 1923 errichtete Palacio Barolo in Buenos Aires wurde entworfen im Einklang mit dem Kosmos, wie er in Dante Alighieris Göttlicher Komödie beschrieben wurde. Die 22 Etagen sind in drei Sektionen unterteilt. Der Keller und das Erdgeschoss repräsentieren die Hölle, die Etagen 1 bis 14 das Fegefeuer und 15 bis 22 den Himmel. Die Höhe von 100 Metern entspricht den 100 Gesängen der Göttlichen Komödie.

### Filmadaptionen
Zwischen 1909 und 1911 wurde in Italien die Göttliche Komödie verfilmt, der am 10. März 1911 im Teatro Mercadante in Neapel uraufgeführt wurde. Die Regisseure des Stummfilms waren Francesco Bertolini, Adolfo Padovan und Giuseppe De Liguoro. Die Umsetzung orientierte sich maßgeblich an den Illustrationen Gustave Dorés von der Ausgabe aus dem Jahr 1861, wobei nicht alle Bildvorlagen lückenlos umgesetzt wurden. Der internationale erfolgreiche Film spielte allein in den USA über 2 Millionen US-Dollar ein. Im Jahr 2004 erschien der Film in einer DVD-Fassung unter dem Titel L’inferno.
1985 drehten Peter Greenaway und Tom Phillips einen 15-minütigen Pilotfilm zu einer geplanten Serie: A TV Dante, der erst drei Jahre später überarbeitet und um weitere Canti (I–VIII) ergänzt wird. A TV Dante wurde 1990 beim Montreal International Film and Video Festival als „Best experimental video of 1990“ und 1991 mit dem Prix d’Italia ausgezeichnet. 1989 drehte der chilenische Regisseur Raúl Ruiz sechs weitere Gesänge, die auch unter dem Titel Diablo Chile bekannt sind.
In dem im Jahr 1995 veröffentlichten Film Se7en von David Fincher, welcher die sieben Todsünden behandelt, nehmen die drei Canticas „Hölle, Fegefeuer und Paradies“ eine zentrale Rolle ein. Im Fegefeuer erzählt Dante von sieben Terrassen, die den sieben Todsünden entsprechen.
Eine Adaption findet sich auch in dem US-Drama Hinter dem Horizont von 1998, in dem die Rollen Dantes und Vergils mit geänderten Namen durch die Schauspieler Robin Williams und Cuba Gooding, Jr. verkörpert werden. Der Plot ist in die Gegenwart versetzt und verändert, jedoch sind unverkennbare Szenen, beispielsweise die Reise über den Totenfluss, eindeutig als eine Adaption des Originals zu sehen.
Im Jahr 2010 erschien eine Anime-Version unter dem Titel Dantes Inferno: An Animated Epic. Diese Geschichte basiert lose auf Dantes Gedicht und beschreibt Dante als einen gefallenen Kreuzritter, der versucht, seine geliebte Frau Beatrice aus der Hölle zu befreien und sich dabei mit seinen eigenen Sünden und deren Folgen, die zu Beatrices Tod geführt haben, auseinandersetzen muss.
2016 wurde der Dokumentarfilm Botticelli Inferno als deutsch-italienische Produktion im hochauflösenden 4K-Format über die „Mappa dell’Inferno“ gedreht.

### Musik
- Franz Liszt schrieb eine Dante-Sinfonie für Frauenchor und Orchester. Sie besteht aus zwei Sätzen: Inferno und Purgatorio, wobei Letzterer mit dem Anfang des Magnificat endet.
- Peter Tschaikowski schrieb eine sinfonische Phantasie Francesca da Rimini über eine Episode aus dem Inferno-Teil von Dantes Werk. Dieser Stoff liegt auch den Opern Francesca da Rimini von Sergej Rachmaninow, Francesca da Rimini von Riccardo Zandonai (nach einem Libretto von Gabriele D’Annunzio), sowie Francesca da Rimini von Saverio Mercadante (Libretto: Felice Romani) zugrunde.
- Max Reger soll seine Symphonische Phantasie und Fuge für Orgel unter dem Eindruck der Lektüre von Dantes Werk geschrieben haben. Daher wird sie häufig Inferno-Phantasie genannt.
- Giacomo Puccini stützte sich bei seiner komischen Oper Gianni Schicchi – dem dritten Teil seines Trittico – ebenfalls auf eine Episode aus dem Inferno-Teil, der Erbschleichern nach dem Tod die Hölle verheißt.
- Felix Woyrsch vertonte in seinem Symphonischen Prolog zu Dantes Divina commedia, op. 40, Dantes Reise durch das Inferno bis ins Paradies.
- Der russische Komponist Boris Tischtschenko komponierte in den Jahren 1996 bis 2005 einen Zyklus von fünf Sinfonien, die sich programmatisch auf Dantes Göttliche Komödie beziehen und auch als Ballett aufführbar sind.
- Das multimediale Opernprojekt COM.MEDIA vom österreichischen Komponisten Michael Mautner dramatisiert die Göttliche Komödie als zeitgenössisches Thema in einem Vorspiel und drei Teilen (Inferno, Purgatorio und Paradiso) durch Musik, Lesung, Gesang, Tanz, Videotechnik und Elektronik.
- Der Name der Minimal-Elektronik-Band Nine Circles (auf Deutsch: Neun Kreise) stammt von den Neun Kreisen der Hölle,[39] die Dante Alighieri in seiner Göttlichen Komödie beschreibt.[40]
- Die deutsche Metal-Band Minas Morgul bediente sich im Lied Opus 1 – Am Höllentore, dem ersten Lied des im November 2002 veröffentlichten Albums Schwertzeit, der Dante-Thematik. Am 17. März 2006 veröffentlichte die brasilianische Metal-Band Sepultura das Album Dante XXI, das den Inhalt der Göttlichen Komödie aufgreift und auf das 21. Jahrhundert projiziert. Auch das Lied Dante’s Inferno der amerikanischen Metal-Band Iced Earth hat die Göttliche Komödie zum Thema. Mick Kenney von Anaal Nathrakh ließ sich für das Debüt seines Soloprojekts Professor Fate, The Inferno, das er 2007 über FETO-Records veröffentlichte, von der Göttlichen Komödie inspirieren.
- Der amerikanische Komponist und Arrangeur Robert W. Smith schrieb eine Sinfonie für Blasorchester mit dem Titel The Divine Comedy (Symphony No. 1).
- Der Bayerische Rundfunk produzierte im Jahr 2003 zusammen mit dem Hessischen Rundfunk ein Hörspiel, bei dem der Musiker Blixa Bargeld einen erheblichen Anteil hatte.
- Die Metal-Band Five Finger Death Punch veröffentlichte ein Instrumental mit dem Namen Canto 34.
- Edgar Froese hat für seine Elektronik-Formation Tangerine Dream eine drei Doppel-CDs (Inferno, Purgatorio und Paradiso) umfassende Trilogie komponiert, die von Dantes Divina Commedia inspiriert wurde.
- Die Liedermacher Joint Venture veröffentlichten das Lied Die göttliche Komödie im Jahr 1995 auf dem Album Augen zu.[41]
- Die amerikanische Metal-Band Alesana veröffentlichte am 18. Oktober 2011 ihr Album A Place Where the Sun Is Silent, das Dantes Inferno thematisiert.
- Ein Lied aus dem ersten Album der Metal-Band Luca Turilli’s Rhapsody trägt den Titel Dante’s Inferno.
- Die Göttliche Komödie ist Thema des 1997 veröffentlichten Debüt-Albums Komödia der österreichischen Symphonic-Metal-Band Dreams of Sanity.
- Die deutsche Metal-Band Feuerschwanz veröffentlichte 2023 das Lied Fegefeuer, das inhaltlich die neun Kreise der Hölle beschreibt und auf dem gleichnamigen Album zu finden ist.